# Quizduell (Fernsehsendung)/Episodenliste
Die Liste der Sendungen von Quizduell enthält eine Auflistung aller Folgen der Quizsendung Quizduell. Die Sendung wird seit 2014 ausgestrahlt; bis zur achten Staffel moderierte Jörg Pilawa, seither Esther Sedlaczek. Die Sendung wird bei Das Erste gezeigt.

## Klassische Variante

### Staffel 1
| Ausgabe | Datum        | Kandidaten                                                     | Kandidaten                                                                                  | Gewinnsumme | Endstand | Gewinner      | Bemerkungen                                                                     |
| ------- | ------------ | -------------------------------------------------------------- | ------------------------------------------------------------------------------------------- | ----------- | -------- | ------------- | ------------------------------------------------------------------------------- |
| 01      | 12. Mai 2014 |                                                                | Lehrer vom Gymnasium in Tostedt                                                             | 22.000 €    | 10:11    | Alle          | Studiopublikum als Gegner; 145 Euro Gewinn pro Person                           |
| 02      | 13. Mai 2014 | „Sperbergeier“                                                 | Sprachstudenten aus Mainz                                                                   | 30.000 €    | 15:14    | Vier          | Studiopublikum als Gegner                                                       |
| 03      | 14. Mai 2014 | „Bierriskierer“                                                | Quizveranstalter aus Leipzig                                                                | 22.000 €    | 16:14    | Vier          | Studiopublikum als Gegner; Spielende nach 17 Fragen                             |
| 04      | 15. Mai 2014 | „Vier Musketiere“                                              | Studentinnen aus Köln und Düsseldorf                                                        | 18.000 €    | 06:11    | Alle          | Studiopublikum als Gegner; 128 Euro Gewinn pro Person; Spielende nach 14 Fragen |
| 04      | 15. Mai 2014 | „Elignia“                                                      | Musikerinnen aus Köln und Tönisvorst                                                        | 16.000 €    | 13:12    | Vier          | „Carry Over“-Sendung                                                            |
| 05      | 16. Mai 2014 | „Elignia“                                                      | Musikerinnen aus Köln und Tönisvorst                                                        | 16.000 €    | 13:12    | Vier          | Studiopublikum als Gegner                                                       |
| 06      | 19. Mai 2014 | „Spreezialisten“                                               | Referenten aus Berlin und München                                                           | 24.000 €    | 11:13    | Alle          | Studiopublikum als Gegner; Spielende nach 17 Fragen                             |
| 07      | 20. Mai 2014 |                                                                | Berufstätige auf der Reeperbahn in Hamburg                                                  | 24.000 €    | 09:07    | Vier          | Bernhard Hoëcker als Gegner; Spielende nach 15 Fragen                           |
| 08      | 21. Mai 2014 | „Quizchampion“                                                 | Sebastian Jacoby, Thorsten Zirkel, Sebastian Langrock und Joachim Telgenbüscher             | 22.000 €    | 16:13    | Studio        | Spielende nach 17 Fragen                                                        |
| 09      | 22. Mai 2014 | „Mallorcamädels“                                               | Mallorcaurlauber aus Hamburg, Nahe und Freienwill                                           | 34.000 €    | 12:11    | Studio        |                                                                                 |
| 10      | 22. Mai 2014 |                                                                | Nazan Eckes, Alexander Bommes, Steffen Hallaschka und Franziska Knuppe                      | 26.000 €    | 13:09    | Studio        | Spielende nach 16 Fragen                                                        |
| 10      | 22. Mai 2014 | Ben Becker, Peter Lohmeyer, Leila Lohmeyer und Andreas Kieling | 18.000 €                                                                                    | 12:09       |          | Studio        | Spielende nach 16 Fragen                                                        |
| 11      | 23. Mai 2014 | „Weltenbummler“                                                | Piloten, Flugkapitän und Flugbegleiter aus Frechen, Darmstadt, Rodgau und Frankfurt am Main | 28.000 €    | 15:14    | Studio        |                                                                                 |
| 12      | 26. Mai 2014 | „Olympioniken“                                                 | Selina Jörg, Alexander Mann, Amelie Kober und Thorsten Margis                               | 20.000 €    | 09:11    | Deutschland   | Spielende nach 17 Fragen                                                        |
| 13      | 27. Mai 2014 | „Appiturienten“                                                | Abiturienten vom Friedrich-Koenig-Gymnasium in Würzburg                                     | 22.000 €    | 07:08    | Deutschland   |                                                                                 |
| 14      | 28. Mai 2014 | „Herrlich gefährlich“                                          | Familie Herrlich aus Amsterdam, Fulda und Tübingen                                          | 26.000 €    | 11:12    | Deutschland   | Spielende nach 17 Fragen                                                        |
| 15      | 30. Mai 2014 | „Promi-Team“                                                   | Jan Hofer, Kamilla Senjo, Matthias Steiner und Elton                                        | 28.000 €    | 10:10    | Unentschieden |                                                                                 |

### Staffel 2
| Ausgabe | Datum         | Kandidaten     | Kandidaten | Gewinnsumme | Endstand                            | Gewinner      | Bemerkungen                                    |
| ------- | ------------- | -------------- | --- | ----------- | ----------------------------------- | ------------- | ---------------------------------------------- |
| 01      | 2. Feb. 2015  | „Red Ladies“   | Doris Schmidts, Betriebswirtin, und Sabine Langendorf, Architektin aus Karlsruhe                                                                                        | 25.000 €    | 15:17                               | Deutschland   | Spielende nach 17 Fragen                       |
| 02      | 3. Feb. 2015  | „Hofbrüder“    | Hans, Landwirt aus Lippertsreute, und Hermann Schmeh, Student aus Freiburg im Breisgau                                                                                  | 26.000 €    | 13:15                               | Deutschland   | Spielende nach 17 Fragen                       |
| 03      | 4. Feb. 2015  | „Fingerhüte“   | Birgit Adeyemi und Helena Zylka, Realschullehrerinnen aus Gummersbach                                                                                                   | 16.000 €    | 09:08                               | Kandidaten    | Spielende nach 17 Fragen                       |
| 04      | 5. Feb. 2015  | „Richter“      | Marc Wagner aus Hambrücken und Frank Haarer aus Stutensee, Richter | 20.000 €    | 12:09                               | Kandidaten    | Spielende nach 17 Fragen                       |
| 05      | 6. Feb. 2015  | „Quizhasen“    | Michael Mittermeier und Rick Kavanian | 16.000 €    | 11:13                               | Deutschland   |                                                |
| 06      | 9. Feb. 2015  | „Chaos-WG“     | Lisa Herold, Marketingkauffrau, und David Kirfel, Student aus Köln | 17.000 €    | 11:13                               | Deutschland   | Spielende nach 17 Fragen                       |
| 07      | 10. Feb. 2015 | „ALLwissen“    | Markus Hobsch aus Babenhausen und Kay Müller aus München, Raumfahrt-Ingenieure                                                                                          | 12.000 €    | 13:11                               | Kandidaten    | Spielende nach 17 Fragen                       |
| 08      | 11. Feb. 2015 | „Bayern 3er“   | Michaela Obermeier, Verwaltungsfachangestellte aus Regensburg, und Axel Robert Müller, Radio-Moderator bei Bayern 3 aus Maisach                                         | 16.000 €    | 12:13                               | Deutschland   |                                                |
| 09      | 16. Feb. 2015 | „Mün-Zocker“   | Annika, Regionalleiterin im Vertrieb aus Münster, und Florian Schewe, Projektingenieur aus München                                                                      | 17.000 €    | 11:08                               | Kandidaten    | Spielende nach 16 Fragen                       |
| 10      | 17. Feb. 2015 | „Rat Pack“     | Michael, Projektmanager aus Frankfurt am Main, und Dieter Henze, Rentner aus Kassel                                                                                     | 20.000 €    | 17:17                               | Unentschieden |                                                |
| 11      | 18. Feb. 2015 | „Isarschixn“   | Sabine Schubart, Grundschulrektorin aus Vilsheim, und Dagmar Kratzer, Musiklehrerin aus Wurmsham                                                                        | 17.000 €    | 07:12                               | Deutschland   | Spielende nach 14 Fragen                       |
| 12      | 19. Feb. 2015 | „Quizduell“    | Anette Folten, Hausfrau und Deutschlands Nummer 1 im Quizduell-Ranking, und Marc Grages, Zahnarzt aus Glücksburg und Nummer 32 im zur Ausstrahlung aktuellen Ranking    | 15.000 €    | 07:09 vor der Sendungsunterbrechung | Deutschland   | „Carry Over“-Sendung                           |
| 13      | 23. Feb. 2015 | „Quizduell“    | Anette Folten, Hausfrau und Deutschlands Nummer 1 im Quizduell-Ranking, und Marc Grages, Zahnarzt aus Glücksburg und Nummer 32 im zur Ausstrahlung aktuellen Ranking    | 15.000 €    | 09:11                               | Deutschland   | „Carry Over“-Sendung; Spielende nach 17 Fragen |
| 13      | 23. Feb. 2015 | „beLEVable“    | Julia, Grundschullehrerin, und Karl-Josef Weißenfels, Reisebürokaufmann aus Leverkusen                                                                                  | 20.000 €    | 12:14                               | Deutschland   | Spielende nach 17 Fragen                       |
| 14      | 24. Feb. 2015 | „MemoryXL“     | Jürgen Petersen aus Risum-Lindholm, und Michael Gloschewski aus Berlin, Gedächtnistrainer                                                                               | 23.000 €    | 12:13                               | Deutschland   |                                                |
| 15      | 25. Feb. 2015 | „Flugprofis“   | Franziska Pust, Flugbegleiterin aus Rodgau, und Jan-Erik Menke, Flugkapitän aus Neustadt am Rübenberge                                                                  | 10.000 €    | 08:12                               | Deutschland   | Spielende nach 16 Fragen                       |
| 16      | 26. Feb. 2015 | „MDR Jump“     | Liv Pestel, Mitarbeiterin Vertrieb/Marketing aus Chemnitz, und Lars-Christian Karde, TV- und Radiomoderator aus Halle (Saale)                                           | 16.000 €    | 13:15                               | Deutschland   | Spielende nach 17 Fragen                       |
| 17      | 27. Feb. 2015 | „Schauspiel“   | Andrea Sawatzki und Christian Berkel | 14.000 €    | 15:12                               | Kandidaten    | Spielende nach 16 Fragen                       |
| 18      | 2. März 2015  | „Womanizer“    | Catharina, Marketingleiterin aus Berlin, und Bernd Ingwersen, Gynäkologe aus Hamburg                                                                                    | 19.000 €    | 12:09                               | Kandidaten    | Spielende nach 16 Fragen                       |
| 19      | 3. März 2015  | „Backerbsen“   | Sabine, Uni-Dozentin, und Christiane Erbstößer, Cafébetreiberin aus Berlin                                                                                              | 25.000 €    | 14:14                               | Unentschieden |                                                |
| 20      | 4. März 2015  | „ProfKiller“   | Eckhard Freise, Historiker, und Florian Hüpper, Student aus Münster | 21.000 €    | 14:15                               | Deutschland   |                                                |
| 21      | 5. März 2015  | „Prominent“    | Mareile Höppner und Oliver Mommsen | 22.000 €    | 09:12                               | Deutschland   | Spielende nach 16 Fragen                       |
| 22      | 6. März 2015  | „Show“         | Sonja Zietlow und Elton | 20.000 €    | 10:12                               | Deutschland   | Spielende nach 17 Fragen                       |
| 23      | 9. März 2015  | „Milchzahn“    | Anne-Katrin da Costa Silva und Katarina Kuhle, Kinderzahnärztinnen aus Berlin                                                                                           | 17.000 €    | 09:11                               | Deutschland   | Spielende nach 15 Fragen durch „Timeout“       |
| 24      | 16. März 2015 | „Moderation“   | Ina Müller und Steffen Hallaschka | 15.000 €    | 11:09                               | Kandidaten    | Spielende nach 17 Fragen                       |
| 25      | 17. März 2015 | „NDR 2“        | Mark Loleit, Bankkaufmann aus Eyendorf und Holger Ponik, NDR 2 Radio-Moderator                                                                                          | 25.000 €    | 11:12                               | Deutschland   |                                                |
| 26      | 18. März 2015 | „NachbarDuo“   | Birgit Holtmann, Verwaltungsangestellte, und Manuela Wilhelm, Industriekauffrau aus Drensteinfurt                                                                       | 20.000 €    | 11:13                               | Deutschland   |                                                |
| 27      | 19. März 2015 | „Team Kölsch“  | Isolde, Flughafen-Angestellte, und Timur Pulathaneli, Diplom-Ingenieur aus Köln                                                                                         | 17.000 €    | 12:10                               | Kandidaten    | Spielende nach 17 Fragen                       |
| 28      | 20. März 2015 | „Talk&Show“    | Sandra Maischberger und Thomas Hermanns | 22.000 €    | 14:15                               | Deutschland   |                                                |
| 29      | 23. März 2015 | „16 Experten“  | Marie-Luise Bram (Schleswig-Holstein Magazin), Arne-Torben Voigts (Hallo Niedersachsen) und Birgit Keller (nordmagazin aus Mecklenburg-Vorpommern)                      | 19.000 €    | 12:07                               | Kandidaten    | Spielende nach 14 Fragen                       |
| 29      | 23. März 2015 | „16 Experten“  | Susann Reichenbach (Thüringen Journal), Holger Weinert (hessenschau) und Susi Brandt (Sachsen-Anhalt heute)                                                             | 19.000 €    | 12:07                               | Kandidaten    | Spielende nach 14 Fragen                       |
| 29      | 23. März 2015 | „16 Experten“  | Susanne Wieseler (Aktuelle Stunde aus Nordrhein-Westfalen), Dieter Fritz (Landesschau Baden-Württemberg) und Susanne Franke (Rundschau aus Bayern)                      | 19.000 €    | 12:07                               | Kandidaten    | Spielende nach 14 Fragen                       |
| 29      | 23. März 2015 | „16 Experten“  | Alex Brauer (buten un binnen aus Bremen), Julia-Niharika Sen (Hamburg Journal) und Sascha Hingst (Abendschau aus Berlin)                                                | 19.000 €    | 12:07                               | Kandidaten    | Spielende nach 14 Fragen                       |
| 29      | 23. März 2015 | „16 Experten“  | Holger Wienpahl (Landesschau Rheinland-Pfalz), Joachim Weyand (Aktueller Bericht aus dem Saarland), Dirk Platt (Brandenburg aktuell) und Tino Böttcher (Sachsenspiegel) | 19.000 €    | 12:07                               | Kandidaten    | Spielende nach 14 Fragen                       |
| 30      | 25. März 2015 | „QuizDuett“    | Annika Steiner, Grundschullehrerin aus Oldenburg, und Robert Komnick, Student aus Magdeburg                                                                             | 17.000 €    | 12:10                               | Kandidaten    |                                                |
| 31      | 26. März 2015 | „Prominent“    | Dietmar Bär und Johann Lafer | 15.000 €    | 13:14                               | Deutschland   |                                                |
| 32      | 27. März 2015 | „Leinwand“     | Matthias Schweighöfer und Joko Winterscheidt | 15.000 €    | 09:11                               | Deutschland   |                                                |
| 33      | 30. März 2015 | „Genpowder“    | Josef Reimers, Gymnasiallehrer im Ruhestand aus Münster, und Johannes Jungehülsing, Student aus Berlin                                                                  | 16.000 €    | 13:11                               | Kandidaten    | Spielende nach 17 Fragen                       |
| 34      | 31. März 2015 | „German(n)“    | Tanja, Fachkrankenschwester aus Augsburg, und Karl Germann, Schlafberater aus Königsbrunn                                                                               | 23.000 €    | 08:12                               | Deutschland   | Spielende nach 15 Fragen                       |
| 34      | 31. März 2015 | „Laibspeise“   | Helene Netal und Bettina Friedrichs, selbstständig als Caterer in Hamburg                                                                                               | 18.000 €    |                                     | Deutschland   | „Carry Over“-Sendung                           |
| 35      | 1. Apr. 2015  | „Laibspeise“   | Helene Netal und Bettina Friedrichs, selbstständig als Caterer in Hamburg                                                                                               | 18.000 €    | 06:11                               | Deutschland   | Spielende nach 14 Fragen                       |
| 35      | 1. Apr. 2015  | „Vis-à-vis“    | Marcus Türk, Berufsschullehrer, und Tilo Meissner, Gymnasiallehrer aus Düsseldorf                                                                                       | 11.000 €    | 02:02 vor der Sendungsunterbrechung | –             | „Carry Over“-Sendung                           |
| 36      | 2. Apr. 2015  | „Sport“        | Katrin Müller-Hohenstein und Georg Hackl | 20.000 €    | 11:13                               | Deutschland   | Spielende nach 17 Fragen                       |
| 37      | 7. Apr. 2015  | „Vis-à-vis“    | Marcus Türk, Berufsschullehrer, und Tilo Meissner, Gymnasiallehrer aus Düsseldorf                                                                                       | 20.000 €    | 12:14                               | Deutschland   | „Carry Over“-Sendung                           |
| 37      | 7. Apr. 2015  | „HeartBeat“    | Hannah Bauer, Sängerin, und Jannes Buß, Medizinstudent aus Hamburg | 17.000 €    | 04:03 vor der Sendungsunterbrechung | Kandidaten    | „Carry Over“-Sendung                           |
| 38      | 9. Apr. 2015  | „HeartBeat“    | Hannah Bauer, Sängerin, und Jannes Buß, Medizinstudent aus Hamburg | 17.000 €    | 13:11                               | Kandidaten    | Spielende nach 17 Fragen                       |
| 38      | 9. Apr. 2015  | „Matrix“       | Thomas Wolf, IT-Projektmanager aus München, und Daniel Reis, Wirtschafts-Informatiker aus Bruckmühl                                                                     | 14.000 €    | 07:07                               | –             | „Carry Over“-Sendung                           |
| 39      | 9. Apr. 2015  | „Schweiger“    | Luna Schweiger und Til Schweiger | 16.000 €    | 15:16                               | Deutschland   |                                                |
| 39      | 9. Apr. 2015  | „Schauspiel“   | Kathrin Ackermann und Maria Furtwängler | 14.000 €    | 13:11                               | Kandidaten    |                                                |
| 39      | 9. Apr. 2015  | „Koch&Komik“   | Steffen Henssler und Paul Panzer | 17.000 €    | 07:08                               | Deutschland   | Spielende nach 12 Fragen durch „Timeout“       |
| 40      | 10. Apr. 2015 | „Comedy“       | Bernhard Hoëcker und Michael Kessler | 14.000 €    | 08:11                               | Deutschland   | Spielende nach 16 Fragen                       |
| 41      | 13. Apr. 2015 | „Schauspiel“   | Charlotte Schwab und Peter Lohmeyer | 17.000 €    | 10:14                               | Deutschland   | Spielende nach 15 Fragen                       |
| 42      | 14. Apr. 2015 | „Matrix“       | Thomas Wolf, IT-Projektmanager aus München, und Daniel Reis, Wirtschafts-Informatiker aus Bruckmühl                                                                     | 19.000 €    | 15:14                               | Kandidaten    | „Carry Over“-Sendung                           |
| 42      | 14. Apr. 2015 | „Quizbro’s“    | Jan Hendrik, Diplomat aus Bad Oeynhausen, und Jörn Dopheide, Facharzt aus Mainz                                                                                         | 18.000 €    | 10:07                               | Kandidaten    | „Carry Over“-Sendung                           |
| 43      | 15. Apr. 2015 | „Quizbro’s“    | Jan Hendrik, Diplomat aus Bad Oeynhausen, und Jörn Dopheide, Facharzt aus Mainz                                                                                         | 18.000 €    | 13:08                               | Kandidaten    | „Carry Over“-Sendung; Spielende nach 15 Fragen |
| 43      | 15. Apr. 2015 | „Kläwald“      | Petra, Kauffrau, und Josef Trauth, Orthopädieschuhmacher aus Herxheim bei Landau/Pfalz                                                                                  | 19.000 €    | 13:10                               | Kandidaten    | Spielende nach 16 Fragen                       |
| 44      | 16. Apr. 2015 | „Friesinnen“   | Birke Buchhorn-Licht, Musikerin aus Wyk-Boldixum, und Inna Damerow, Kauffrau aus Wyk auf Föhr                                                                           | 12.000 €    | 13:10                               | Kandidaten    | Spielende nach 17 Fragen                       |
| 45      | 17. Apr. 2015 | „Sasha&Tim“    | Sasha und Tim Mälzer | 20.000 €    | 13:11                               | Kandidaten    | Spielende nach 17 Fragen                       |
| 46      | 20. Apr. 2015 | „Mathe-Duo“    | Maximilian Fellhölter, Lehramtsstudent aus Hilter und Christian Möller, Gymnasiallehrer aus Osnabrück                                                                   | 19.000 €    | 11:11                               | Unentschieden |                                                |
| 47      | 21. Apr. 2015 | „Tierflug“     | Saskia Kupfermann, Zootierpflegerin aus Rehlingen, und Yvonne Thissen, Falknerin und Tierpflegerin aus Bomlitz                                                          | 21.000 €    | 12:12                               | Unentschieden |                                                |
| 48      | 22. Apr. 2015 | „Koch&Komik“   | Steffen Henssler und Paul Panzer | 22.000 €    | 10:10                               | Unentschieden |                                                |
| 49      | 23. Apr. 2015 | „TV-Ärzte“     | Roy Peter Link, Sanam Afrashteh und Philipp Danne | 22.000 €    | 16:15                               | Kandidaten    |                                                |
| 50      | 24. Apr. 2015 | „Prominent“    | Wolfram Grandezka, Stefanie Rösner und Jens Riewa | 21.000 €    | 15:16                               | Deutschland   |                                                |
| 51      | 27. Apr. 2015 | „FormelEins“   | Stefanie Tücking, Peter Illmann, Kai Böcking und Ingolf Lück | 22.000 €    | 14:12                               | Kandidaten    | Spielende nach 17 Fragen                       |
| 52      | 28. Apr. 2015 | „Team moma“    | Susan Link und Sven Lorig | 16.000 €    | 08:09                               | Deutschland   |                                                |
| 53      | 30. Apr. 2015 | „Prominent“    | Ann-Kathrin Kramer und Marcel Reif | 22.000 €    | 12:09                               | Kandidaten    | Spielende nach 17 Fragen                       |
| 54      | 4. Mai 2015   | „Prominent“    | Gloria von Thurn und Taxis und Boris Becker | 20.000 €    | 11:10                               | Kandidaten    |                                                |
| 55      | 5. Mai 2015   | „Amalia“       | Holger Drazewski, Lehrer aus Sprockhövel, und Peter Preiß, Nachhilfelehrer aus Bochum                                                                                   | 21.000 €    | 12:11                               | Kandidaten    |                                                |
| 56      | 6. Mai 2015   | „D-Achter“     | Martin Sauer, Kristof Wilke und Florian Mennigen | 26.000 €    | 14:12                               | Kandidaten    | Spielende nach 17 Fragen                       |
| 56      | 6. Mai 2015   | „D-Achter“     | Richard Schmidt, Maximilian Reinelt und Eric Johannesen | 26.000 €    | 14:12                               | Kandidaten    | Spielende nach 17 Fragen                       |
| 56      | 6. Mai 2015   | „D-Achter“     | Andreas Kuffner und Filip Adamski | 26.000 €    | 14:12                               | Kandidaten    | Spielende nach 17 Fragen                       |
| 57      | 7. Mai 2015   | „SissiFranz“   | Nina Lucia Groß aus Salzburg und Raphael Dillhof aus Wien, Studenten | 20.000 €    | 09:11                               | Deutschland   | Spielende nach 17 Fragen                       |
| 58      | 8. Mai 2015   | „Prominent“    | Kamilla Senjo und Henry Maske | 20.000 €    | 13:14                               | Deutschland   |                                                |
| 59      | 11. Mai 2015  | „Juraweiber“   | Sophie Lieb, Richterin am Amtsgericht aus Wachtberg und Silke Schmidt, arbeitet in Bonn als Objektmanagerin des Bundes                                                  | 13.000 €    | 09:06                               | Kandidaten    | Spielende nach 17 Fragen                       |
| 60      | 12. Mai 2015  | „Apostars“     | Liesa Steffin und Anja Paape, Apothekerinnen aus Berlin | 15.000 €    | 09:13                               | Deutschland   | Spielende nach 15 Fragen                       |
| 61      | 13. Mai 2015  | „Revolverheld“ | Jakob Sinn, Johannes Strate, Niels Grötsch und Kristoffer Hünecke | 21.000 €    | 15:15                               | Unentschieden |                                                |
| 62      | 15. Mai 2015  | „Biathlon“     | Erik Lesser, Daniel Böhm, Arnd Peiffer und Simon Schempp | 22.000 €    | 13:11                               | Kandidaten    | Spielende nach 17 Fragen                       |

### Staffel 3
| Ausgabe | Datum         | Kandidaten    | Kandidaten | Gewinnsumme | Endstand                               | Gewinner      | Bemerkungen                              |
| ------- | ------------- | ------------- | --- | ----------- | -------------------------------------- | ------------- | ---------------------------------------- |
| 01      | 24. Aug. 2015 | „Lehmanns“    | Conny Lehmann und Jens Lehmann                                                                                        | 15.500 €    | 12:14                                  | Deutschland   | Spielende nach 17 Fragen                 |
| 02      | 25. Aug. 2015 | „26 Minuten“  | Kathy Monse, Assistentin der Personalleitung, und Ilka Wetterling, Finanzberaterin aus Magdeburg                      | 05.500 €    | 14:12                                  | Kandidaten    | Spielende nach 17 Fragen                 |
| 03      | 26. Aug. 2015 | „Schauspiel“  | Christine Neubauer und Francis Fulton-Smith                                                                           | 28.500 €    | 09:12                                  | Deutschland   | Spielende nach 17 Fragen                 |
| 04      | 27. Aug. 2015 | „Sixx Paxx“   | Jayden Yard, ausgebildeter Musical-Darsteller, und David Farell, Unternehmer aus Berlin                               | 12.500 €    | 10:13                                  | Deutschland   | Spielende nach 16 Fragen                 |
| 05      | 28. Aug. 2015 | „Team Magie“  | Chris Ehrlich und Andreas Ehrlich                                                                                     | 11.000 €    | 09:12                                  | Deutschland   | Spielende nach 16 Fragen                 |
| 06      | 31. Aug. 2015 | „Zahnliebe“   | Ali Nary und Jens Kühnemann, Zahnärzte aus Köln                                                                       | 04.500 €    | 11:14                                  | Deutschland   | Spielende nach 16 Fragen                 |
| 06      | 31. Aug. 2015 | „Duo Fatal“   | Edna Pevestorf, Kulturwissenschaftlerin, und Christopher Koennecke, Bauingenieur aus Magdeburg                        | 10.000 €    | Vorrunde vor der Sendungsunterbrechung | Deutschland   | „Carry Over“-Sendung                     |
| 07      | 1. Sep. 2015  | „SWR3-Team“   | Andreas Köhler, Architekt aus Karlsruhe, und Kristian Thees, Radiomoderator aus Baden-Baden                           | 19.000 €    | 16:17                                  | Deutschland   |                                          |
| 08      | 2. Sep. 2015  | „Duo Fatal“   | Edna Pevestorf, Kulturwissenschaftlerin, und Christopher Koennecke, Bauingenieur aus Magdeburg                        | 21.500 €    | 15:16                                  | Deutschland   | „Carry Over“-Sendung                     |
| 09      | 3. Sep. 2015  | „Bärlinies“   | Barbara Kukler, Lohnbuchhalterin, und Annika Jamal El-Din, Vertriebsleiterin aus Berlin                               | 25.500 €    | 14:15                                  | Deutschland   |                                          |
| 10      | 4. Sep. 2015  | „News&Show“   | Linda Zervakis und Guido Cantz                                                                                        | 24.000 €    | 12:15                                  | Deutschland   | Spielende nach 17 Fragen                 |
| 11      | 7. Sep. 2015  | „HSV-Team“    | Felix Magath, Richard Golz und Uli Stein                                                                              | 22.000 €    | 12:12                                  | Unentschieden |                                          |
| 12      | 11. Sep. 2015 | „Starköche“   | Cornelia Poletto und Alexander Herrmann                                                                               | 16.500 €    | 13:14                                  | Deutschland   | Spielende nach 17 Fragen durch „Timeout“ |
| 13      | 14. Sep. 2015 | „Team Becker“ | Lilly Becker und Barbara Becker                                                                                       | 23.000 €    | 16:15                                  | Kandidaten    |                                          |
| 14      | 15. Sep. 2015 | „TV-Klinik“   | Jascha Rust, Alexa Maria Surholt und Dieter Bellmann                                                                  | 15.500 €    | 12:13                                  | Deutschland   |                                          |
| 15      | 16. Sep. 2015 | „RadioFritz“  | Maria Schulz, Assistentin im Ministerium, und Chris Guse, Radiomoderator aus Berlin                                   | 19.000 €    | 14:14                                  | Unentschieden |                                          |
| 16      | 17. Sep. 2015 | „Team USA“    | Angelika Methner, Verwaltungsbeamtin, und Jacqueline Schulze, Amtsrätin aus Berlin                                    | 10.000 €    | 15:13                                  | Kandidaten    |                                          |
| 17      | 18. Sep. 2015 | „DieBeckers“  | Meret Becker und Ben Becker                                                                                           | 10.500 €    | 14:14                                  | Unentschieden |                                          |
| 18      | 21. Sep. 2015 | „Fürstenhof“  | Kai Albrecht, Birte Wentzek und Sepp Schauer                                                                          | 14.000 €    | 12:14                                  | Deutschland   | Spielende nach 17 Fragen                 |
| 19      | 23. Sep. 2015 | „Team WDR4“   | Catrin Beckhoff, Hebamme aus Wuppertal, und Ernst-Marcus Thomas, Radiomoderator                                       | 19.500 €    | 13:10                                  | Kandidaten    | Spielende nach 17 Fragen                 |
| 20      | 24. Sep. 2015 | „Die Hechte“  | Axel, Pensionär, und Katharina Hecht, Produktmanagerin aus Berlin                                                     | 20.500 €    | 13:14                                  | Deutschland   |                                          |
| 21      | 25. Sep. 2015 | „Schauspiel“  | Jürgen Vogel und Thomas Heinze                                                                                        | 14.000 €    | 09:14                                  | Deutschland   | Spielende nach 14 Fragen                 |
| 22      | 28. Sep. 2015 | „Ost-West“    | Katja, Bürokauffrau, und Robin Pohle, Film-Sounddesigner aus Berlin                                                   | 19.500 €    | 14:13                                  | Kandidaten    |                                          |
| 23      | 29. Sep. 2015 | „Goldelsen“   | Alexandra Wüstenberg, Medizinstudentin aus Berlin, und Ramin Rachel, Referent im Berliner Abgeordnetenhaus            | 14.000 €    | 12:13                                  | Deutschland   |                                          |
| 24      | 30. Sep. 2015 | „Sportstars“  | Maria Höfl-Riesch und Michael Stich                                                                                   | 16.500 €    | 10:12                                  | Deutschland   |                                          |
| 25      | 1. Okt. 2015  | „TV-Stars“    | Esther Schweins und Ralf Bauer                                                                                        | 10.000 €    | 11:13                                  | Deutschland   | Spielende nach 17 Fragen                 |
| 26      | 2. Okt. 2015  | „Schauspiel“  | Antoine Monot, Jr. und Wanja Mues                                                                                     | 19.500 €    | 13:10                                  | Kandidaten    | Spielende nach 16 Fragen                 |
| 27      | 5. Okt. 2015  | „AbdiePost“   | Viktoria, Referendarin, und Markus Postler, Rechtsanwalt und Notar                                                    | 12.500 €    | 13:11                                  | Kandidaten    |                                          |
| 28      | 6. Okt. 2015  | „Bayern3“     | Annett Kecke, EDV-Kauffrau aus Egenhofen, und Sebastian Winkler, Radiomoderator aus München                           | 16.500 €    | 15:14                                  | Kandidaten    |                                          |
| 29      | 7. Okt. 2015  | „Team Brain“  | Annette Brunsing, Universitätsdozentin im Ruhestand, und Brigitte Fischer, Kriminaloberkommissarin                    | 13.000 €    | 12:13                                  | Deutschland   |                                          |
| 30      | 8. Okt. 2015  | „DieMonacos“  | Konstantin Keyserlingk, Jungunternehmer, und Carlos Vogel, Unternehmer aus München                                    | 12.000 €    | 14:16                                  | Deutschland   |                                          |
| 31      | 9. Okt. 2015  | „Steiners“    | Inge Steiner und Matthias Steiner                                                                                     | 14.500 €    | 09:13                                  | Deutschland   | Spielende nach 15 Fragen                 |
| 32      | 9. Okt. 2015  | „Koch&Komik“  | Horst Lichter und Michael Kessler                                                                                     | 13.500 €    | 13:13                                  | Unentschieden |                                          |
| 33      | 12. Okt. 2015 | „Duo Total“   | Martina Kranz, Personalassistentin und Texterin aus Köln, und Karl-Heinz Reineck, Controller aus Wiehl                | 17.500 €    | 14:12                                  | Kandidaten    | Spielende nach 17 Fragen                 |
| 34      | 13. Okt. 2015 | „Team NDR2“   | Elke Wiswedel und Jens Mahrhold, Radiomoderatoren aus Hamburg                                                         | 11.000 €    | 13:13                                  | Unentschieden |                                          |
| 35      | 14. Okt. 2015 | „biogift“     | Margit Eckert, Gesundheitsberaterin aus Gunzenhausen, Anna-Maria Schneider, Forstbeamtin aus Marktrodach              | 18.000 €    | 15:13                                  | Kandidaten    | Spielende nach 17 Fragen                 |
| 36      | 15. Okt. 2015 | „Ähzezäller“  | Saskia Geitz und Matthias Aubel, Gymnasiallehrer aus Köln                                                             | 15.500 €    | 11:11                                  | Unentschieden |                                          |
| 37      | 16. Okt. 2015 | „Musik&Show“  | Andrea Kiewel und David Garrett                                                                                       | 19.500 €    | 11:11                                  | Unentschieden |                                          |
| 38      | 16. Okt. 2015 | „Sportstars“  | Anni Friesinger-Postma und Andreas Möller                                                                             | 19.500 €    | 12:15                                  | Deutschland   | Spielende nach 16 Fragen                 |
| 39      | 19. Okt. 2015 | „Bessawissa“  | Jan Rosenthal, spielt beim SV Darmstadt 98 in der 1. Bundesliga, und Johannes Flum, seit 2013 bei Eintracht Frankfurt | 22.000 €    | 10:13                                  | Deutschland   | Spielende nach 16 Fragen                 |
| 40      | 20. Okt. 2015 | „Team Sport“  | Tom Bartels und Boris Becker                                                                                          | 22.500 €    | 14:13                                  | Kandidaten    |                                          |
| 41      | 21. Okt. 2015 | „No Twins“    | Kristin Selchow, Bauzeichnerin aus Preetz, und Hanna Doreen Jeske, Rechtsanwältin aus Kiel                            | 07.000 €    | 09:13                                  | Deutschland   | Spielende nach 15 Fragen                 |
| 42      | 22. Okt. 2015 | „MutterKind“  | Monika Lüchtefeld, Verwaltungsfachwirtin aus Ottersberg, und Cristin Neumann, Kauffrau für Dialogmarketing aus Lübeck | 30.000 €    | 13:14                                  | Deutschland   |                                          |
| 43      | 23. Okt. 2015 | „Männer“      | Uwe Ochsenknecht und Heiner Lauterbach                                                                                | 17.000 €    | 14:12                                  | Kandidaten    | Spielende nach 17 Fragen                 |
| 44      | 23. Okt. 2015 | „Kamera“      | Verona Pooth und Jan Hofer                                                                                            | 22.000 €    | 08:11                                  | Deutschland   | Spielende nach 16 Fragen                 |

Legende:

### Staffel 4
| Ausgabe | Datum         | Kandidaten   | Kandidaten                                    | Teamkapitän                                                  | Endstand Hauptrunde | Gewinnsumme | Endstand Finale | Gewinner    | Bemerkungen                        |
| ------- | ------------- | ------------ | --------------------------------------------- | ------------------------------------------------------------ | ------------------- | ----------- | --------------- | ----------- | ---------------------------------- |
| 01      | 4. Okt. 2016  | „EchteTypen“ | Tom Beck und Francis Fulton-Smith             | Lena Bröder, Miss Germany 2016                               | 12:08               | 20.000 €    | 6:3             | Kandidaten  |                                    |
| 02      | 5. Okt. 2016  | „Champions“  | Christian Neureuther und Katarina Witt        | Jens Matthey, Chemiker aus Bonn                              | 05:11               | 19.500 €    | 7:8             | Deutschland |                                    |
| 03      | 6. Okt. 2016  | „Kopfball“   | Peter Neururer und Jessica Kastrop            | Brigitte Schlögl, Zoologin aus Göttingen                     | 09:10               | 10.500 €    | 3:7             | Deutschland |                                    |
| 04      | 7. Okt. 2016  | „GZSZ“       | Wolfgang Bahro und Elena García Gerlach       | Michael Barop, Lehrer aus Freiburg im Breisgau               | 06:09               | 10.500 €    | 6:8             | Deutschland |                                    |
| 05      | 10. Okt. 2016 | „KlugeKöpfe“ | Wigald Boning und Steffen Hallaschka          | Tanja Babeo, Einzelhandelskauffrau aus Dinslaken             | 13:12               | 12.500 €    | 6:2             | Kandidaten  |                                    |
| 06      | 11. Okt. 2016 | „Gute Laune“ | Matze Knop und Kim Fisher                     | Olaf Wuttke, ehemaliger Lehrer und Wikipediaautor aus Wedel  | 11:11               | 21.000 €    | 1:9             | Deutschland |                                    |
| 07      | 12. Okt. 2016 | „Ohrwurm“    | Michael Holm und Jürgen Drews                 | Heike Merk, Ärztin                                           | 09:10               | 10.500 €    | 7:8             | Deutschland |                                    |
| 08      | 13. Okt. 2016 | „Stimmkunst“ | Henning Krautmacher und Volker Lechtenbrink   | Elke Aengenendt-Schmitz, Beamtin aus Kempten                 | 12:11               | 12.500 €    | 6:4             | Kandidaten  |                                    |
| 09      | 14. Okt. 2016 | „Zehnkampf“  | Frank Busemann und Jürgen Hingsen             | Daniel Kubsa, Student                                        | 06:08               | 10.500 €    | 7:6             | Kandidaten  |                                    |
| 10      | 17. Okt. 2016 | „NDR 2“      | Jens Mahrhold und Daniela Behn-Horrer         | David Schumacher, Polizeibeamter aus Berlin                  | 10:09               | 10.500 €    | 6:8             | Deutschland |                                    |
| 11      | 18. Okt. 2016 | „Stimmgabel“ | Klaus Eberhartinger und Steffen Henssler      | Tobias Horner aus München                                    | 06:12               | 23.000 €    | 4:8             | Deutschland |                                    |
| 12      | 19. Okt. 2016 | „SportGeist“ | Gerhard Delling und Katrin Müller-Hohenstein  | Stephan Winkler, Speditionskaufmann aus Hannover             | 09:12               | 18.000 €    | 1:9             | Deutschland |                                    |
| 13      | 20. Okt. 2016 | „Hauptrolle“ | Uwe Ochsenknecht und Natalia Wörner           | Ralf Großmann, Wirtschaftsmathematiker aus Frankfurt am Main | 08:12               | 15.500 €    | 3:9             | Deutschland |                                    |
| 14      | 21. Okt. 2016 | „Süß&Lustig“ | Bodo Bach und Enie van de Meiklokjes          | Ramona Salzbrunn, wissenschaftliche Mitarbeiterin aus Hameln | 12:10               | 11.500 €    | 2:6             | Deutschland |                                    |
| 15      | 24. Okt. 2016 | „Sportkult“  | Dieter Kürten und Andrea Kaiser               | Nick Thiel, Hotelfach-Auszubildender aus Hamburg             | 10:11               | 10.000 €    | 5:4             | Kandidaten  |                                    |
| 16      | 25. Okt. 2016 | „Goldkehlen“ | Francine Jordi und Linda Hesse                | Philipp Strömer, Verkäufer aus Euskirchen                    | 12:12               | 13.500 €    | 8:7             | Kandidaten  |                                    |
| 17      | 26. Okt. 2016 | „Bergdoktor“ | Mark Keller und Hans Sigl                     | Maja Finnern, Zahnärztin aus Hanerau-Hademarschen            | 08:07               | 08.500 €    | 4:8             | Deutschland |                                    |
| 18      | 27. Okt. 2016 | „Goldjungs“  | Fabian Hambüchen und Boris Becker             | Christian Becker, IT-Administrator aus Berlin                | 07:12               | 17.500 €    | 1:9             | Deutschland |                                    |
| 19      | 28. Okt. 2016 | „WDR 4“      | Bastian Bender und Andrea Reißig              | Marina Preylowski, Hausfrau aus Hamburg                      | 10:13               | 17.000 €    | 6:7             | Deutschland |                                    |
| 20      | 31. Okt. 2016 | „Ermittler“  | Ingo Naujoks und Sven Martinek                | Christoph Paninka, Lehrer aus Lachen-Hetzlinshofen           | 10:13               | 19.500 €    | 2:9             | Deutschland |                                    |
| 21      | 1. Nov. 2016  | „Champion“   | Stefan Kretzschmar und Britta Steffen         | Stefan Lipics, Abteilungsleiter aus Grevenbroich             | 10:10               | 12.000 €    | 9:7             | Kandidaten  |                                    |
| 22      | 2. Nov. 2016  | „Scharfsinn“ | Florian Schroeder und Dirk Steffens           | Vroni Kiefer, Autorin aus Hannover                           | 12:13               | 14.000 €    | 5:4             | Kandidaten  |                                    |
| 23      | 3. Nov. 2016  | „Hartmanns“  | Heiner Lauterbach und Senta Berger            | Robert Reiher, Unternehmensberater aus Norderstedt           | 08:12               | 16.000 €    | 8:9             | Deutschland | Entscheidung nach Übertragungsende |
| 24      | 4. Nov. 2016  | „MDR 1“      | Silvio Zschage und Peggy Schirmer             | Christina Mechsner, Klimaberaterin aus Hamburg               | 10:13               | 10.500 €    | 5:4             | Kandidaten  |                                    |
| 25      | 14. Nov. 2016 | „Wortstark“  | Guido Cantz und Marcel Reif                   | Martina Möller, Promoterin aus Stein                         | 12:10               | 15.000 €    | 9:2             | Kandidaten  |                                    |
| 26      | 15. Nov. 2016 | „Kiwi&Lutz“  | Andrea Kiewel und Lutz van der Horst          | Norman Kruft, Student                                        | 07:08               | 09.000 €    | 5:9             | Deutschland |                                    |
| 27      | 16. Nov. 2016 | „Cops“       | Wolfgang Winkler und Tilo Prückner            | Hans-Joachim Mundschau, Rentner aus Tornesch                 | 10:11               | 14.000 €    | 3:8             | Deutschland |                                    |
| 28      | 17. Nov. 2016 | „Fall für 2“ | Antoine Monot, Jr. und Wanja Mues             | Volker Tribukait, Rechtsanwalt                               | 08:12               | 22.500 €    | 0:9             | Deutschland |                                    |
| 29      | 18. Nov. 2016 | „Fürstenhof“ | Dirk Galuba und Jeannine Michèle Wacker       | Saba Siami, Office Managerin aus Hamburg                     | 12:13               | 16.500 €    | 4:8             | Deutschland |                                    |
| 30      | 21. Nov. 2016 | „Girlpower“  | Stefanie Hertel und Anita & Alexandra Hofmann | Sissis Kamarianakis, Bauingenieur                            | 13:12               | 13.000 €    | 3:9             | Deutschland |                                    |
| 31      | 22. Nov. 2016 | „Rote Rosen“ | Gerry Hungbauer und Hakim-Michael Meziani     | Silvia Schäfler, freie Theologin aus Buchloe                 | 13:15               | 20.000 €    | 3:4             | Deutschland | Entscheidung nach Übertragungsende |
| 32      | 23. Nov. 2016 | „Hauptrolle“ | Fritz Wepper und Christine Neubauer           | Noah Kistner, Student aus Hamburg                            | 10:11               | 11.000 €    | 4:7             | Deutschland |                                    |
| 33      | 24. Nov. 2016 | „Champions“  | Henry Maske und Britta Heidemann              | Mathias Ecker, Callcenteragent aus Berlin                    | 06:09               | 11.000 €    | 4:6             | Deutschland |                                    |
| 34      | 25. Nov. 2016 | „Tagesschau“ | Thorsten Schröder und Linda Zervakis          | Andrea Richter, Biologin aus Nerenstetten                    | 09:10               | 14.000 €    | 3:9             | Deutschland |                                    |
| 35      | 28. Nov. 2016 | „Krimistars“ | Christian Berkel und Leonard Lansink          | Olaf Pettke, Verkaufsrepräsentant aus Hamburg                | 09:11               | 17.500 €    | 1:9             | Deutschland |                                    |
| 36      | 29. Nov. 2016 | „Laufsteg“   | Alena Gerber und Rebecca Mir                  | Felix Groß, Volontär aus Bochum                              | 08:12               | 16.500 €    | 0:7             | Deutschland |                                    |

### Staffel 5
| Ausgabe | Datum         | Kandidaten   | Kandidaten                                       | Teamkapitän                                               | Endstand Hauptrunde | Gewinnsumme | Endstand Finale | Gewinner    |
| ------- | ------------- | ------------ | ------------------------------------------------ | --------------------------------------------------------- | ------------------- | ----------- | --------------- | ----------- |
| 01      | 26. Feb. 2018 | „Clever“     | Wigald Boning und Barbara Eligmann               | Tobias Stankewitz, Gymnasiallehrer aus Dresden            | 09:10               | 15.000 €    | 8:9             | Deutschland |
| 02      | 27. Feb. 2018 | „Wortwitz“   | Jürgen von der Lippe und Torsten Sträter         | Jacey Bingler, Pressesprecherin aus Berlin                | 13:07               | 25.500 €    | 8:4             | Kandidaten  |
| 03      | 28. Feb. 2018 | „Tobis“      | Tobias Wendl und Tobias Arlt                     | Uwe Kanning, Wirtschaftspsychologe aus Münster            | 09:09               | 13.500 €    | 4:8             | Deutschland |
| 04      | 1. März 2018  | „Lustig“     | Antoine Monot, Jr. und Kaya Yanar                | Petra Lentes-Meyer, Kunsthistorikerin aus Brühl           | 11:09               | 08.500 €    | 3:6             | Deutschland |
| 05      | 5. März 2018  | „Rosensturm“ | Dirk Galuba und Gerry Hungbauer                  | Arved Fuchs, Expeditionsleiter aus Bad Bramstedt          | 10:13               | 17.500 €    | 8:9             | Deutschland |
| 06      | 6. März 2018  | „Hochdruck“  | Sven Plöger und Donald Bäcker                    | Gesine Wulf, Landwirtin aus Kritzmow                      | 06:10               | 19.500 €    | 3:6             | Deutschland |
| 07      | 7. März 2018  | „Torjubel“   | Pierre Littbarski und Dieter Kürten              | Bilal Uğurlu, Berufsberater aus Berlin                    | 09:11               | 09.500 €    | 2:7             | Deutschland |
| 08      | 8. März 2018  | „Frauen-Duo“ | Maren Kroymann und Meret Becker                  | Silke D’Amico, Restaurantleiterin aus Tuttlingen          | 09:11               | 13.500 €    | 9:4             | Kandidaten  |
| 09      | 19. März 2018 | „Tatort“     | Miroslav Nemec und Dietmar Bär                   | Enea Ciaburri, Eventmanager aus München                   | 09:12               | 08.000 €    | 8:7             | Kandidaten  |
| 10      | 20. März 2018 | „Kohldampf“  | Steffen Henssler und Tim Mälzer                  | Julian Groenwoldt, Vertriebsmanager aus Ahrensburg        | 13:13               | 14.000 €    | 9:1             | Kandidaten  |
| 11      | 21. März 2018 | „Thalbach“   | Nellie Thalbach und Katharina Thalbach           | Nikki Adler, Profiboxerin aus Augsburg                    | 09:09               | 09.000 €    | 4:5             | Deutschland |
| 12      | 22. März 2018 | „Gute Laune“ | Klaus Eberhartinger und Jeanette Biedermann      | Alexa Hilwerling, Gymnasiallehrerin aus Paderborn         | 10:14               | 17.000 €    | 0:9             | Deutschland |
| 13      | 26. März 2018 | „Dallaschka“ | Steffen Hallaschka und Karl Dall                 | Heike Harms, Gastronomin aus Drage                        | 11:12               | 13.000 €    | 8:6             | Kandidaten  |
| 14      | 27. März 2018 | „Kunterbunt“ | Bodo Bach und Enie van de Meiklokjes             | Alexander Demling, Journalist aus Köln                    | 09:10               | 13.000 €    | 2:8             | Deutschland |
| 15      | 28. März 2018 | „Fantasy“    | Martin Hein und Freddy März                      | Sarah Klaus, Studentin aus Köln                           | 09:13               | 19.000 €    | 4:8             | Deutschland |
| 16      | 29. März 2018 | „Hauptrolle“ | Marie Bäumer und Stefanie Stappenbeck            | Ralf Pollnow, Versicherungsvertreter aus Düsseldorf       | 12:11               | 09.500 €    | 7:9             | Deutschland |
| 17      | 3. Apr. 2018  | „Goldkehlen“ | Francine Jordi und Linda Hesse                   | Dirk Vielhuber, Jurist aus München                        | 12:13               | 15.000 €    | 4:9             | Deutschland |
| 18      | 4. Apr. 2018  | „voXXclub“   | Voxxclub                                         | Christine Weiland, Theatermanagerin aus Hamburg           | 10:10               | 10.500 €    | 7:8             | Deutschland |
| 19      | 5. Apr. 2018  | „Comedy“     | Simon Gosejohann und Enissa Amani                | Robert Steinberg, Kundenberater aus Hamburg               | 07:13               | 24.000 €    | 5:7             | Deutschland |
| 20      | 9. Apr. 2018  | „Nordkrimi“  | Sven Martinek und Ingo Naujoks                   | Katja Skoppek, Promoterin aus Köln                        | 10:12               | 11.500 €    | 7:6             | Kandidaten  |
| 21      | 10. Apr. 2018 | „Vater&Sohn“ | Peter Lohmeyer und Louis Klamroth                | Ilona Rebmann, Rentnerin aus Hamburg                      | 10:11               | 13.000 €    | 7:5             | Kandidaten  |
| 22      | 11. Apr. 2018 | „Schauspiel“ | Axel Prahl und Tanja Wedhorn                     | Birgit Schollmeyer, Buchhändlerin aus Braunschweig        | 08:09               | 12.500 €    | 6:1             | Kandidaten  |
| 23      | 12. Apr. 2018 | „TV-Stars“   | Natalia Wörner und Sandra Maischberger           | Simon Bambach, Polizeioberkommissar aus Hofheim am Taunus | 07:11               | 15.500 €    | 0:9             | Deutschland |
| 24      | 16. Apr. 2018 | „Hof&Heute“  | Christian Sievers und Gloria von Thurn und Taxis | Moritz Ulrich, Assistenzarzt aus München                  | 12:12               | 15.000 €    | 7:3             | Kandidaten  |
| 25      | 17. Apr. 2018 | „Komik“      | Bernd Stelter und Mirja Boes                     | Tim Staufenberger, Meeresbiologe aus Kiel                 | 10:12               | 11.000 €    | 9:6             | Kandidaten  |
| 26      | 18. Apr. 2018 | „Bass&Beat“  | Mousse T. und Carolin Niemczyk                   | Robert Handmann, Logistikmanager aus Bensheim             | 09:10               | 16.500 €    | 3:8             | Deutschland |
| 27      | 19. Apr. 2018 | „Charakter“  | Uwe Ochsenknecht und Moritz Bleibtreu            | Gabriele Zucker, Gemeindereferentin aus Nürnberg          | 09:13               | 16.500 €    | 2:9             | Deutschland |
| 28      | 26. Juni 2018 | „Legenden“   | Dieter Kürten und Katarina Witt                  | Albert Nsiah, Flugbegleiter aus Frankfurt am Main         | 08:09               | 09.000 €    | 6:4             | Kandidaten  |
| 29      | 28. Juni 2018 | „Comedy“     | Mike Krüger und Chris Tall                       | Markus Jüris, Beamter aus Sinzig                          | 05:10               | 20.500 €    | 4:7             | Deutschland |
| 30      | 3. Juli 2018  | „Doppelspaß“ | Matze Knop und Thomas Helmer                     | Christine Frai, Exportkauffrau aus Bremen                 | 06:07               | 10.000 €    | 4:6             | Deutschland |

Legende:

### Staffel 6
| Ausgabe | Datum         | Kandidaten   | Kandidaten                                 | Teamkapitän                                              | Endstand Hauptrunde | Gewinnsumme | Endstand Finale | Gewinner    |
| ------- | ------------- | ------------ | ------------------------------------------ | -------------------------------------------------------- | ------------------- | ----------- | --------------- | ----------- |
| 01      | 6. Mai 2019   | „heute-show“ | Oliver Welke und Hans-Joachim Heist        | Uwe Gensheimer, Kapitän der Handballnationalmannschaft   | 11:11               | 14.500 €    | 9:0             | Kandidaten  |
| 02      | 7. Mai 2019   | „Mikrofon“   | Sasha und Mary Roos                        | Saniya Kurbel, Lehrerin aus Dreieich                     | 09:12               | 19.000 €    | 1:9             | Deutschland |
| 03      | 8. Mai 2019   | „Watzmann“   | Peter Marton und Ines Lutz                 | Leo Warnow, Student aus Ilmenau                          | 07:06               | 06.000 €    | 4:5             | Deutschland |
| 04      | 9. Mai 2019   | „Wortwitz“   | Christoph Maria Herbst und Torsten Sträter | Stefan Landt, Stiftungsreferent aus Berlin               | 10:11               | 16.000 €    | 4:9             | Deutschland |
| 05      | 10. Mai 2019  | „Vater&Sohn“ | Louis Klamroth und Peter Lohmeyer          | Axel Bachmann, Notar aus Hechingen                       | 13:12               | 13.500 €    | 7:8             | Deutschland |
| 06      | 10. Mai 2019  | „Kamera“     | Heino Ferch und Anna Loos                  | Hannah Reinmoser, Lehramtsanwärterin aus Freising        | 09:10               | 14.000 €    | 8:9             | Deutschland |
| 07      | 13. Mai 2019  | „TV-Brüder“  | Golo Euler und Devid Striesow              | Tobias Wolfanger, Gewerkschaftssekretär aus Neunkirchen  | 10:10               | 09.000 €    | 7:8             | Deutschland |
| 08      | 14. Mai 2019  | „Bärendt“    | Dietmar Bär und Klaus J. Behrendt          | Sebastian Runde, Flugbegleiter aus Duisburg              | 09:12               | 15.000 €    | 0:9             | Deutschland |
| 09      | 15. Mai 2019  | „Showgrößen“ | Harry Wijnvoord und Werner Schulze-Erdel   | Ursula Langel-Köcher, Sprachtherapeutin aus Hemeringen   | 13:12               | 16.000 €    | 4:6             | Deutschland |
| 10      | 16. Mai 2019  | „Schauspiel“ | Edin Hasanović und Nilam Farooq            | Daniel Kuehn, Bundesbeamter aus Nürnberg                 | 12:13               | 14.500 €    | 1:9             | Deutschland |
| 11      | 17. Mai 2019  | „Grillfest“  | Steffen Henssler und Annie Hoffmann        | Jürgen Ehrhardt, Busfahrer aus Hagen                     | 12:14               | 19.000 €    | 1:9             | Deutschland |
| 12      | 17. Mai 2019  | „Quotenhit“  | Ulrike Kriener und Hans Sigl               | Margarete Bahloul, Rentnerin aus Hamburg                 | 11:12               | 15.000 €    | 6:5             | Kandidaten  |
| 13      | 20. Mai 2019  | „Wortwitz“   | Dieter Nuhr und Steffen Hallaschka         | Samir Salameh, Ingenieur aus Aachen                      | 11:09               | 12.000 €    | 8:5             | Kandidaten  |
| 14      | 21. Mai 2019  | „Hochdruck“  | Sven Plöger und Christa Stipp              | Aylin Alex, Logopädin aus Bremen                         | 10:11               | 11.000 €    | 5:6             | Deutschland |
| 15      | 22. Mai 2019  | „Spaßvögel“  | Guido Cantz und Joyce Ilg                  | Gereon Klug, Autor aus Hamburg                           | 09:09               | 09.000 €    | 6:5             | Kandidaten  |
| 16      | 23. Mai 2019  | „Volksmusik“ | Michael Hartl und Marianne Hartl           | Andreas Prien, Kundenberater aus Amsterdam               | 10:11               | 14.000 €    | 5:9             | Deutschland |
| 17      | 24. Mai 2019  | „Beauty“     | Cathy Hummels und Pamela Reif              | Liv Walter, Abiturientin aus List auf Sylt               | 08:12               | 19.500 €    | 3:6             | Deutschland |
| 18      | 24. Mai 2019  | „Blitzlicht“ | Jörn Schlönvoigt und Sophia Thomalla       | Thomas Weinekötter, Kommunikationsberater aus Unna       | 10:12               | 20.000 €    | 1:7             | Deutschland |
| 19      | 27. Mai 2019  | „Evergreens“ | Michael Holm und Bernhard Brink            | Peter Durben, Social-Media-Manager aus Köln              | 14:14               | 15.000 €    | 5:6             | Deutschland |
| 20      | 28. Mai 2019  | „Mannsbild“  | Henning Baum und Jürgen Vogel              | Mara Kuhn, Berufsberaterin aus Pforzheim                 | 12:12               | 12.000 €    | 7:6             | Kandidaten  |
| 21      | 29. Mai 2019  | „Spürsinn“   | Florian Martens und Stefanie Stappenbeck   | Martina Müller, Lektorin aus Köln                        | 12:12               | 17.500 €    | 8:7             | Kandidaten  |
| 22      | 31. Mai 2019  | „Wilsberg“   | Oliver Korittke und Leonard Lansink        | Stephanie Gutierrez Diaz, PR-Beraterin aus Oststeinbek   | 10:11               | 15.000 €    | 6:7             | Deutschland |
| 23      | 31. Mai 2019  | „Comedy“     | Oliver Pocher und Ilka Bessin              | Jan Schmidt, Physiker aus Hameln                         | 13:15               | 21.500 €    | 6:7             | Deutschland |
| 24      | 3. Juni 2019  | „Expedition“ | Dirk Steffens und Andreas Kieling          | Doğan Doruk Demircioğlu, Biologe aus München             | 10:09               | 13.500 €    | 9:0             | Kandidaten  |
| 25      | 4. Juni 2019  | „Tatort“     | Axel Prahl und Christine Urspruch          | Olaf Stefanides, Marineoffizier aus Kappeln              | 12:13               | 18.500 €    | 4:9             | Deutschland |
| 26      | 5. Juni 2019  | „Zarrella“   | Giovanni Zarrella und Jana Ina             | Angelika Brinkmann, Journalistin aus Saarbrücken         | 11:12               | 13.500 €    | 6:8             | Deutschland |
| 27      | 6. Juni 2019  | „Fanta4“     | Smudo und Michael Beck                     | Egfried Bonkat, Notarzt aus Köln                         | 13:14               | 16.500 €    | 0:9             | Deutschland |
| 28      | 7. Juni 2019  | „Komik“      | Karl Dall und Jochen Busse                 | Hans-Peter Billmann, Umwelttechniker aus Mochenwangen    | 10:10               | 13.000 €    | 7:6             | Kandidaten  |
| 29      | 7. Juni 2019  | „Comedy“     | Paul Panzer und Kaya Yanar                 | Susanne Grube, Biologin aus Stuttgart                    | 07:08               | 10.500 €    | 4:5             | Deutschland |
| 30      | 11. Juni 2019 | „Nachricht“  | Jens Riewa und Pinar Atalay                | Robert Marc Lehmann, Meeresbiologe und Forschungstaucher | 08:09               | 11.000 €    | 2:8             | Deutschland |
| 31      | 12. Juni 2019 | „Paarlauf“   | Hans-Jürgen Bäumler und Marika Kilius      | Susanne Berthes, Chefstewardess aus Wöllstein            | 11:12               | 15.000 €    | 0:9             | Deutschland |
| 32      | 13. Juni 2019 | „Gewitzt“    | Eckart von Hirschhausen und Wigald Boning  | Johannes Beutler, Unternehmensberater aus Ravensburg     | 09:11               | 08.500 €    | 7:5             | Kandidaten  |

## Olymp-Variante

### Staffel 1
| Ausgabe | Datum         | Kandidaten   | Kandidaten                               | Olymp | Gewinnsumme | Endstand | Gewinner   | Bemerkungen              |
| ------- | ------------- | ------------ | ---------------------------------------- | --- | ----------- | -------- | ---------- | ------------------------ |
| 1       | 26. Okt. 2015 | „Tatort“     | Til Schweiger und Jan Josef Liefers      | - Annika Schewe, Diplom-Kauffrau aus Münster - Thorsten Zirkel, Bankbetriebswirt aus Hannover - Michael Hartmann, System-Ingenieur aus Frankfurt am Main | 24.000 €    | 16:16    | Kandidaten |                          |
| 2       | 27. Okt. 2015 | „Sportstars“ | Michael Groß und Franziska van Almsick   | - Annika Schewe, Diplom-Kauffrau aus Münster - Thorsten Zirkel, Bankbetriebswirt aus Hannover - Michael Hartmann, System-Ingenieur aus Frankfurt am Main | 26.000 €    | 13:15    | Olymp      | Spielende nach 17 Fragen |
| 3       | 28. Okt. 2015 | „Koch&Komik“ | Steffen Henssler und Guido Cantz         | - Annika Schewe, Diplom-Kauffrau aus Münster - Thorsten Zirkel, Bankbetriebswirt aus Hannover - Michael Hartmann, System-Ingenieur aus Frankfurt am Main | 08.000 €    | 14:14    | Kandidaten |                          |
| 4       | 29. Okt. 2015 | „Kommissare“ | Richy Müller und Christian Berkel        | - Annika Schewe, Diplom-Kauffrau aus Münster - Thorsten Zirkel, Bankbetriebswirt aus Hannover - Michael Hartmann, System-Ingenieur aus Frankfurt am Main | 07.000 €    | 12:12    | Kandidaten |                          |
| 5       | 30. Okt. 2015 | „Sport“      | Marcel Reif und Katrin Müller-Hohenstein | - Annika Schewe, Diplom-Kauffrau aus Münster - Thorsten Zirkel, Bankbetriebswirt aus Hannover - Michael Hartmann, System-Ingenieur aus Frankfurt am Main | 10.000 €    | 14:14    | Olymp      |                          |
| 6       | 30. Okt. 2015 | „Moderation“ | Steffen Hallaschka und Gerhard Delling   | - Annika Schewe, Diplom-Kauffrau aus Münster - Thorsten Zirkel, Bankbetriebswirt aus Hannover - Michael Hartmann, System-Ingenieur aus Frankfurt am Main | 12.000 €    | 16:16    | Olymp      |                          |

### Staffel 2
| Ausgabe | Datum         | Kandidaten   | Kandidaten                                          | Olymp | Gewinnsumme | Endstand Hauptrunde | Endstand Finale | Gewinner   |
| ------- | ------------- | ------------ | --------------------------------------------------- | --- | ----------- | ------------------- | --------------- | ---------- |
| 01      | 6. Mai 2016   | „Vorleser“   | Jürgen von der Lippe und Jan Hofer                  | - Annika Schewe, Diplom-Kauffrau aus Münster - Thorsten Zirkel, Bankbetriebswirt aus Hannover - Eckhard Freise, Historiker aus Münster | 11.000 €    | 13:11               | 10:09           | Kandidaten |
| 02      | 13. Mai 2016  | „Musik“      | Thomas Anders und Francine Jordi                    | - Annika Schewe, Diplom-Kauffrau aus Münster - Thorsten Zirkel, Bankbetriebswirt aus Hannover - Eckhard Freise, Historiker aus Münster | 12.000 €    | 12:11               | 07:08           | Olymp      |
| 03      | 27. Mai 2016  | „Tennis“     | Boris Becker und Michael Stich                      | - Annika Schewe, Diplom-Kauffrau aus Münster - Thorsten Zirkel, Bankbetriebswirt aus Hannover - Eckhard Freise, Historiker aus Münster | 10.000 €    | 13:14               | 08:09           | Olymp      |
| 04      | 3. Juni 2016  | „Frohnatur“  | Reiner Calmund und Guido Cantz                      | - Annika Schewe, Diplom-Kauffrau aus Münster - Thorsten Zirkel, Bankbetriebswirt aus Hannover - Eckhard Freise, Historiker aus Münster | 09.000 €    | 13:12               | 06:08           | Olymp      |
| 05      | 10. Juni 2016 | „Tatort“     | Oliver Mommsen und Sabine Postel                    | - Annika Schewe, Diplom-Kauffrau aus Münster - Thorsten Zirkel, Bankbetriebswirt aus Hannover - Eckhard Freise, Historiker aus Münster | 08.000 €    | 14:12               |                 | Olymp      |
| 06      | 17. Juni 2016 | „Chefkoch“   | Johann Lafer und Sarah Wiener                       | - Annika Schewe, Diplom-Kauffrau aus Münster - Thorsten Zirkel, Bankbetriebswirt aus Hannover - Eckhard Freise, Historiker aus Münster | 12.000 €    | 12:13               | 05:06           | Olymp      |
| 07      | 24. Juni 2016 | „Show“       | Joachim Llambi und Andrea Kiewel                    | - Annika Schewe, Diplom-Kauffrau aus Münster - Thorsten Zirkel, Bankbetriebswirt aus Hannover - Eckhard Freise, Historiker aus Münster | 13.000 €    | 17:12               | 09:08           | Kandidaten |
| 08      | 1. Juli 2016  | „Sportstars“ | Frank Busemann und Uschi Disl                       | - Annika Schewe, Diplom-Kauffrau aus Münster - Thorsten Zirkel, Bankbetriebswirt aus Hannover - Eckhard Freise, Historiker aus Münster | 09.000 €    | 14:17               | 10:11           | Olymp      |
| 09      | 8. Juli 2016  | „Rodeln“     | Georg Hackl und Felix Loch                          | - Annika Schewe, Diplom-Kauffrau aus Münster - Thorsten Zirkel, Bankbetriebswirt aus Hannover - Eckhard Freise, Historiker aus Münster | 11.000 €    | 12:14               |                 | Olymp      |
| 10      | 15. Juli 2016 | „Sportschau“ | Matthias Opdenhövel und Julia Scharf                | - Annika Schewe, Diplom-Kauffrau aus Münster - Thorsten Zirkel, Bankbetriebswirt aus Hannover - Eckhard Freise, Historiker aus Münster | 10.000 €    | 11:13               |                 | Olymp      |
| 11      | 29. Juli 2016 | „Clever“     | Wigald Boning und Barbara Eligmann                  | - Annika Schewe, Diplom-Kauffrau aus Münster - Thorsten Zirkel, Bankbetriebswirt aus Hannover - Eckhard Freise, Historiker aus Münster | 12.000 €    | 14:11               |                 | Kandidaten |
| 12      | 5. Aug. 2016  | „Edelweiß“   | Matthias Steiner und Hans Sigl                      | - Annika Schewe, Diplom-Kauffrau aus Münster - Thorsten Zirkel, Bankbetriebswirt aus Hannover - Eckhard Freise, Historiker aus Münster | 09.000 €    | 10:12               |                 | Olymp      |
| 13      | 19. Aug. 2016 | „Tagesschau“ | Claus-Erich Boetzkes und Susanne Holst              | - Annika Schewe, Diplom-Kauffrau aus Münster - Thorsten Zirkel, Bankbetriebswirt aus Hannover - Eckhard Freise, Historiker aus Münster | 05.000 €    | 12:11               |                 | Olymp      |
| 14      | 26. Aug. 2016 | „Sport“      | Ulrike von der Groeben und Katrin Müller-Hohenstein | - Annika Schewe, Diplom-Kauffrau aus Münster - Thorsten Zirkel, Bankbetriebswirt aus Hannover - Eckhard Freise, Historiker aus Münster | 09.000 €    | 13:14               |                 | Olymp      |
| 15      | 2. Sep. 2016  | „Naturschön“ | Andreas Kieling und Verona Pooth                    | - Annika Schewe, Diplom-Kauffrau aus Münster - Thorsten Zirkel, Bankbetriebswirt aus Hannover - Eckhard Freise, Historiker aus Münster | 08.000 €    | 13:15               |                 | Olymp      |
| 16      | 9. Sep. 2016  | „Erdball“    | Marcel Reif und Dirk Steffens                       | - Annika Schewe, Diplom-Kauffrau aus Münster - Thorsten Zirkel, Bankbetriebswirt aus Hannover - Eckhard Freise, Historiker aus Münster | 11.000 €    | 13:10               | 07:06           | Kandidaten |
| 17      | 23. Sep. 2016 | „Kamera“     | Christian Berkel und Steffen Hallaschka             | - Annika Schewe, Diplom-Kauffrau aus Münster - Thorsten Zirkel, Bankbetriebswirt aus Hannover - Eckhard Freise, Historiker aus Münster | 09.000 €    | 15:11               | 09:11           | Olymp      |
| 18      | 30. Sep. 2016 | „Fußball“    | Jörg Wontorra und Laura Wontorra                    | - Annika Schewe, Diplom-Kauffrau aus Münster - Thorsten Zirkel, Bankbetriebswirt aus Hannover - Eckhard Freise, Historiker aus Münster | 10.000 €    | 13:12               | 01:11           | Olymp      |

### Staffel 3
| Ausgabe | Datum         | Kandidaten   | Kandidaten                               | Olymp | Gewinnsumme | Endstand Hauptrunde | Endstand Finale | Gewinner   |
| ------- | ------------- | ------------ | ---------------------------------------- | --- | ----------- | ------------------- | --------------- | ---------- |
| 1       | 7. Nov. 2016  | „Theater“    | Hubertus Meyer-Burckhardt und Ben Becker | - Annika Schewe, Diplom-Kauffrau aus Münster - Thorsten Zirkel, Bankbetriebswirt aus Hannover - Eckhard Freise, Historiker aus Münster | 06.000 €    | 12:13               | 05:06           | Olymp      |
| 2       | 8. Nov. 2016  | „Windbeutel“ | Horst Lichter und Sven Plöger            | - Annika Schewe, Diplom-Kauffrau aus Münster - Thorsten Zirkel, Bankbetriebswirt aus Hannover - Eckhard Freise, Historiker aus Münster | 06.000 €    | 10:14               | 06:07           | Olymp      |
| 3       | 9. Nov. 2016  | „Film“       | Axel Milberg und Andrea Sawatzki         | - Annika Schewe, Diplom-Kauffrau aus Münster - Thorsten Zirkel, Bankbetriebswirt aus Hannover - Eckhard Freise, Historiker aus Münster | 13.000 €    | 10:14               | 06:07           | Olymp      |
| 4       | 10. Nov. 2016 | „Showstars“  | Jörg Draeger und Frederic Meisner        | - Annika Schewe, Diplom-Kauffrau aus Münster - Thorsten Zirkel, Bankbetriebswirt aus Hannover - Eckhard Freise, Historiker aus Münster | 11.000 €    | 09:14               | 03:04           | Olymp      |
| 5       | 11. Nov. 2016 | „Comedy“     | Mirja Boes und Bernd Stelter             | - Annika Schewe, Diplom-Kauffrau aus Münster - Thorsten Zirkel, Bankbetriebswirt aus Hannover - Eckhard Freise, Historiker aus Münster | 15.000 €    | 15:17               | 12:11           | Kandidaten |

### Staffel 4
| Ausgabe | Datum         | Kandidaten   | Kandidaten                                | Olymp | Gewinnsumme | Endstand Hauptrunde | Endstand Finale | Gewinner   |
| ------- | ------------- | ------------ | ----------------------------------------- | --- | ----------- | ------------------- | --------------- | ---------- |
| 01      | 23. Feb. 2018 | „Schauspiel“ | Francis Fulton-Smith und Gaby Dohm        | - Marie-Louise Finck, Unternehmensberaterin aus Berlin („Quizkönigin“) - Thorsten Zirkel, Bankbetriebswirt aus Hannover („Quiz-Ass“) - Eckhard Freise, Historiker aus Münster („Professor Quiz“) | 10.000 €    | 13:16               | 07:08           | Olymp      |
| 02      | 2. März 2018  | „Schauspiel“ | Henning Baum und Til Schweiger            | - Marie-Louise Finck, Unternehmensberaterin aus Berlin („Quizkönigin“) - Thorsten Zirkel, Bankbetriebswirt aus Hannover („Quiz-Ass“) - Eckhard Freise, Historiker aus Münster („Professor Quiz“) | 10.000 €    | 12:14               | 09:10           | Olymp      |
| 03      | 2. März 2018  | „TV-Stars“   | Alexander Hold und Oliver Korittke        | - Marie-Louise Finck, Unternehmensberaterin aus Berlin („Quizkönigin“) - Thorsten Zirkel, Bankbetriebswirt aus Hannover („Quiz-Ass“) - Eckhard Freise, Historiker aus Münster („Professor Quiz“) | 13.000 €    | 12:14               | 08:09           | Olymp      |
| 04      | 9. März 2018  | „Comedy“     | Markus Maria Profitlich und Ingo Oschmann | - Marie-Louise Finck, Unternehmensberaterin aus Berlin („Quizkönigin“) - Thorsten Zirkel, Bankbetriebswirt aus Hannover („Quiz-Ass“) - Eckhard Freise, Historiker aus Münster („Professor Quiz“) | 14.000 €    | 11:11               | 09:10           | Olymp      |
| 05      | 9. März 2018  | „Quatsch“    | Thomas Hermanns und Chris Tall            | - Marie-Louise Finck, Unternehmensberaterin aus Berlin („Quizkönigin“) - Thorsten Zirkel, Bankbetriebswirt aus Hannover („Quiz-Ass“) - Eckhard Freise, Historiker aus Münster („Professor Quiz“) | 11.000 €    | 10:11               | 09:06           | Kandidaten |
| 06      | 12. März 2018 | „TV-Helden“  | Christian Berkel und Jürgen Vogel         | - Marie-Louise Finck, Unternehmensberaterin aus Berlin („Quizkönigin“) - Thorsten Zirkel, Bankbetriebswirt aus Hannover („Quiz-Ass“) - Eckhard Freise, Historiker aus Münster („Professor Quiz“) | 06.000 €    | 09:12               | 03:04           | Olymp      |
| 07      | 13. März 2018 | „TV-Stars“   | Jörn Schlönvoigt und Christine Neubauer   | - Marie-Louise Finck, Unternehmensberaterin aus Berlin („Quizkönigin“) - Thorsten Zirkel, Bankbetriebswirt aus Hannover („Quiz-Ass“) - Eckhard Freise, Historiker aus Münster („Professor Quiz“) | 07.000 €    | 12:11               | 02:08           | Olymp      |
| 08      | 14. März 2018 | „Tüftler“    | Konrad Stöckel und Jean Pütz              | - Marie-Louise Finck, Unternehmensberaterin aus Berlin („Quizkönigin“) - Thorsten Zirkel, Bankbetriebswirt aus Hannover („Quiz-Ass“) - Eckhard Freise, Historiker aus Münster („Professor Quiz“) | 07.000 €    | 06:11               | 04:05           | Olymp      |
| 09      | 16. März 2018 | „Parodie“    | Matze Knop und Jörg Knör                  | - Marie-Louise Finck, Unternehmensberaterin aus Berlin („Quizkönigin“) - Thorsten Zirkel, Bankbetriebswirt aus Hannover („Quiz-Ass“) - Eckhard Freise, Historiker aus Münster („Professor Quiz“) | 10.000 €    | 09:10               | 03:04           | Olymp      |
| 10      | 16. März 2018 | „Kabarett“   | Florian Schroeder und Rüdiger Hoffmann    | - Marie-Louise Finck, Unternehmensberaterin aus Berlin („Quizkönigin“) - Thorsten Zirkel, Bankbetriebswirt aus Hannover („Quiz-Ass“) - Eckhard Freise, Historiker aus Münster („Professor Quiz“) | 09.000 €    | 13:14               | 05:06           | Olymp      |
| 11      | 23. März 2018 | „Comedy“     | Mike Krüger und Markus Krebs              | - Marie-Louise Finck, Unternehmensberaterin aus Berlin („Quizkönigin“) - Thorsten Zirkel, Bankbetriebswirt aus Hannover („Quiz-Ass“) - Eckhard Freise, Historiker aus Münster („Professor Quiz“) | 16.000 €    | 08:12               | 04:05           | Olymp      |
| 12      | 23. März 2018 | „Showmaster“ | Harry Wijnvoord und Marijke Amado         | - Marie-Louise Finck, Unternehmensberaterin aus Berlin („Quizkönigin“) - Thorsten Zirkel, Bankbetriebswirt aus Hannover („Quiz-Ass“) - Eckhard Freise, Historiker aus Münster („Professor Quiz“) | 13.000 €    | 13:17               | 07:08           | Olymp      |
| 13      | 6. Apr. 2018  | „Comedy“     | Marco Rima und Lisa Feller                | - Marie-Louise Finck, Unternehmensberaterin aus Berlin („Quizkönigin“) - Thorsten Zirkel, Bankbetriebswirt aus Hannover („Quiz-Ass“) - Eckhard Freise, Historiker aus Münster („Professor Quiz“) | 13.000 €    | 10:12               | 07:08           | Olymp      |
| 14      | 6. Apr. 2018  | „Kabarett“   | Jürgen Becker und Thomas Freitag          | - Marie-Louise Finck, Unternehmensberaterin aus Berlin („Quizkönigin“) - Thorsten Zirkel, Bankbetriebswirt aus Hannover („Quiz-Ass“) - Eckhard Freise, Historiker aus Münster („Professor Quiz“) | 08.000 €    | 14:13               | 00:08           | Olymp      |
| 15      | 13. Apr. 2018 | „Katz&Hund“  | Paul Panzer und Martin Rütter             | - Marie-Louise Finck, Unternehmensberaterin aus Berlin („Quizkönigin“) - Thorsten Zirkel, Bankbetriebswirt aus Hannover („Quiz-Ass“) - Eckhard Freise, Historiker aus Münster („Professor Quiz“) | 14.000 €    | 10:11               | 03:04           | Olymp      |
| 16      | 13. Apr. 2018 | „Bizeps“     | Ralf Moeller und Matthias Steiner         | - Marie-Louise Finck, Unternehmensberaterin aus Berlin („Quizkönigin“) - Thorsten Zirkel, Bankbetriebswirt aus Hannover („Quiz-Ass“) - Eckhard Freise, Historiker aus Münster („Professor Quiz“) | 10.000 €    | 13:14               | 07:08           | Olymp      |
| 17      | 20. Apr. 2018 | „Tanz“       | Joachim Llambi und Motsi Mabuse           | - Marie-Louise Finck, Unternehmensberaterin aus Berlin („Quizkönigin“) - Thorsten Zirkel, Bankbetriebswirt aus Hannover („Quiz-Ass“) - Eckhard Freise, Historiker aus Münster („Professor Quiz“) | 12.000 €    | 12:11               | 08:09           | Olymp      |
| 18      | 20. Apr. 2018 | „Schauspiel“ | Katja Flint und Ann-Kathrin Kramer        | - Marie-Louise Finck, Unternehmensberaterin aus Berlin („Quizkönigin“) - Thorsten Zirkel, Bankbetriebswirt aus Hannover („Quiz-Ass“) - Eckhard Freise, Historiker aus Münster („Professor Quiz“) | 13.000 €    | 15:15               | 10:11           | Olymp      |
| 19      | 27. Apr. 2018 | „Ermittler“  | Wanja Mues und Claus Theo Gärtner         | - Marie-Louise Finck, Unternehmensberaterin aus Berlin („Quizkönigin“) - Thorsten Zirkel, Bankbetriebswirt aus Hannover („Quiz-Ass“) - Eckhard Freise, Historiker aus Münster („Professor Quiz“) | 10.000 €    | 17:15               | 07:09           | Olymp      |
| 20      | 4. Mai 2018   | „Komik“      | Michael Mittermeier und Dieter Nuhr       | - Marie-Louise Finck, Unternehmensberaterin aus Berlin („Quizkönigin“) - Thorsten Zirkel, Bankbetriebswirt aus Hannover („Quiz-Ass“) - Eckhard Freise, Historiker aus Münster („Professor Quiz“) | 11.000 €    | 13:18               | 09:10           | Olymp      |
| 21      | 11. Mai 2018  | „TV-Familie“ | Axel Stein und Tom Gerhardt               | - Marie-Louise Finck, Unternehmensberaterin aus Berlin („Quizkönigin“) - Thorsten Zirkel, Bankbetriebswirt aus Hannover („Quiz-Ass“) - Eckhard Freise, Historiker aus Münster („Professor Quiz“) | 10.000 €    | 13:13               | 07:08           | Olymp      |
| 22      | 18. Mai 2018  | „Herren-Duo“ | Ben Becker und Hubertus Meyer-Burckhardt  | - Marie-Louise Finck, Unternehmensberaterin aus Berlin („Quizkönigin“) - Thorsten Zirkel, Bankbetriebswirt aus Hannover („Quiz-Ass“) - Eckhard Freise, Historiker aus Münster („Professor Quiz“) | 06.000 €    | 14:14               | 11:10           | Kandidaten |
| 23      | 25. Mai 2018  | „Horst“      | Horst Lichter und Ingmar Stadelmann       | - Marie-Louise Finck, Unternehmensberaterin aus Berlin („Quizkönigin“) - Thorsten Zirkel, Bankbetriebswirt aus Hannover („Quiz-Ass“) - Eckhard Freise, Historiker aus Münster („Professor Quiz“) | 13.000 €    | 10:16               | 06:07           | Olymp      |
| 24      | 1. Juni 2018  | „TV&Theater“ | Volker Lechtenbrink und Dominic Raacke    | - Marie-Louise Finck, Unternehmensberaterin aus Berlin („Quizkönigin“) - Thorsten Zirkel, Bankbetriebswirt aus Hannover („Quiz-Ass“) - Eckhard Freise, Historiker aus Münster („Professor Quiz“) | 07.000 €    | 16:13               | 10:09           | Kandidaten |
| 25      | 22. Juni 2018 | „Musik“      | Stefan Wilhelm und Stefanie Hertel        | - Marie-Louise Finck, Unternehmensberaterin aus Berlin („Quizkönigin“) - Thorsten Zirkel, Bankbetriebswirt aus Hannover („Quiz-Ass“) - Eckhard Freise, Historiker aus Münster („Professor Quiz“) | 07.000 €    | 15:16               | 07:08           | Olymp      |
| 26      | 29. Juni 2018 | „Moderation“ | Wolfgang Lippert und Ulla Kock am Brink   | - Marie-Louise Finck, Unternehmensberaterin aus Berlin („Quizkönigin“) - Thorsten Zirkel, Bankbetriebswirt aus Hannover („Quiz-Ass“) - Eckhard Freise, Historiker aus Münster („Professor Quiz“) | 10.000 €    | 14:12               | 11:10           | Kandidaten |
| 27      | 6. Juli 2018  | „Musik“      | Stefan Mross und Anna-Carina Woitschack   | - Marie-Louise Finck, Unternehmensberaterin aus Berlin („Quizkönigin“) - Thorsten Zirkel, Bankbetriebswirt aus Hannover („Quiz-Ass“) - Eckhard Freise, Historiker aus Münster („Professor Quiz“) | 10.000 €    | 08:13               | 04:05           | Olymp      |
| 28      | 13. Juli 2018 | „Fußball“    | Gerhard Delling und Dietmar Hamann        | - Marie-Louise Finck, Unternehmensberaterin aus Berlin („Quizkönigin“) - Thorsten Zirkel, Bankbetriebswirt aus Hannover („Quiz-Ass“) - Eckhard Freise, Historiker aus Münster („Professor Quiz“) | 10.000 €    | 12:13               | 11:12           | Olymp      |
| 29      | 20. Juli 2018 | „Show“       | Max Schautzer und Werner Schulze-Erdel    | - Marie-Louise Finck, Unternehmensberaterin aus Berlin („Quizkönigin“) - Thorsten Zirkel, Bankbetriebswirt aus Hannover („Quiz-Ass“) - Eckhard Freise, Historiker aus Münster („Professor Quiz“) | 10.000 €    | 11:13               | 10:11           | Olymp      |
| 30      | 27. Juli 2018 | „Blond“      | Guido Cantz und Ruth Moschner             | - Marie-Louise Finck, Unternehmensberaterin aus Berlin („Quizkönigin“) - Thorsten Zirkel, Bankbetriebswirt aus Hannover („Quiz-Ass“) - Eckhard Freise, Historiker aus Münster („Professor Quiz“) | 10.000 €    | 10:13               | 09:10           | Olymp      |
| 31      | 3. Aug. 2018  | „Twins“      | Valentina Pahde und Cheyenne Pahde        | - Marie-Louise Finck, Unternehmensberaterin aus Berlin („Quizkönigin“) - Thorsten Zirkel, Bankbetriebswirt aus Hannover („Quiz-Ass“) - Eckhard Freise, Historiker aus Münster („Professor Quiz“) | 10.000 €    | 13:10               | 04:07           | Olymp      |
| 32      | 17. Aug. 2018 | „TV&Film“    | Thomas Heinze und Janine Kunze            | - Marie-Louise Finck, Unternehmensberaterin aus Berlin („Quizkönigin“) - Thorsten Zirkel, Bankbetriebswirt aus Hannover („Quiz-Ass“) - Eckhard Freise, Historiker aus Münster („Professor Quiz“) | 10.000 €    | 15:14               | 07:10           | Olymp      |
| 33      | 24. Aug. 2018 | „Berghelden“ | Mark Keller und Sebastian Ströbel         | - Marie-Louise Finck, Unternehmensberaterin aus Berlin („Quizkönigin“) - Thorsten Zirkel, Bankbetriebswirt aus Hannover („Quiz-Ass“) - Eckhard Freise, Historiker aus Münster („Professor Quiz“) | 10.000 €    | 13:13               | 12:06           | Kandidaten |
| 34      | 31. Aug. 2018 | „Tagesschau“ | Jens Riewa und Susanne Daubner            | - Marie-Louise Finck, Unternehmensberaterin aus Berlin („Quizkönigin“) - Thorsten Zirkel, Bankbetriebswirt aus Hannover („Quiz-Ass“) - Eckhard Freise, Historiker aus Münster („Professor Quiz“) | 10.000 €    | 14:12               | 10:09           | Kandidaten |
| 35      | 7. Sep. 2018  | „Gentlemen“  | Heiner Lauterbach und Werner Schneyder    | - Marie-Louise Finck, Unternehmensberaterin aus Berlin („Quizkönigin“) - Thorsten Zirkel, Bankbetriebswirt aus Hannover („Quiz-Ass“) - Eckhard Freise, Historiker aus Münster („Professor Quiz“) | 10.000 €    | 13:13               | 07:08           | Olymp      |
| 36      | 14. Sep. 2018 | „Schlager“   | Michael Holm und Bernhard Brink           | - Marie-Louise Finck, Unternehmensberaterin aus Berlin („Quizkönigin“) - Thorsten Zirkel, Bankbetriebswirt aus Hannover („Quiz-Ass“) - Eckhard Freise, Historiker aus Münster („Professor Quiz“) | 10.000 €    | 13:15               | 07:08           | Olymp      |
| 37      | 21. Sep. 2018 | „Zehnkampf“  | Frank Busemann und Christian Schenk       | - Marie-Louise Finck, Unternehmensberaterin aus Berlin („Quizkönigin“) - Thorsten Zirkel, Bankbetriebswirt aus Hannover („Quiz-Ass“) - Eckhard Freise, Historiker aus Münster („Professor Quiz“) | 10.000 €    | 13:11               | 09:08           | Kandidaten |
| 38      | 28. Sep. 2018 | „Krimi“      | Florian Martens und Kai Lentrodt          | - Marie-Louise Finck, Unternehmensberaterin aus Berlin („Quizkönigin“) - Thorsten Zirkel, Bankbetriebswirt aus Hannover („Quiz-Ass“) - Eckhard Freise, Historiker aus Münster („Professor Quiz“) | 10.000 €    | 14:15               | 10:11           | Olymp      |

### Staffel 5
| Ausgabe | Datum         | Kandidaten   | Kandidaten                                | Olymp | Endstand Hauptrunde | Endstand Finale | Gewinner   |
| ------- | ------------- | ------------ | ----------------------------------------- | --- | ------------------- | --------------- | ---------- |
| 01      | 11. Jan. 2019 | „Olympia“    | Katarina Witt und Henry Maske             | - Marie-Louise Finck, Unternehmensberaterin aus Berlin („Quizkönigin“) - Thorsten Zirkel, Bankbetriebswirt aus Hannover („Quiz-Ass“) - Eckhard Freise, Historiker aus Münster („Professor Quiz“) | 12:12               | 04:05           | Olymp      |
| 02      | 18. Jan. 2019 | „Schauspiel“ | Martin Brambach und Anna Thalbach         | - Marie-Louise Finck, Unternehmensberaterin aus Berlin („Quizkönigin“) - Thorsten Zirkel, Bankbetriebswirt aus Hannover („Quiz-Ass“) - Eckhard Freise, Historiker aus Münster („Professor Quiz“) | 15:13               | 10:11           | Olymp      |
| 03      | 25. Jan. 2019 | „Schauspiel“ | Jutta Speidel und Uschi Glas              | - Marie-Louise Finck, Unternehmensberaterin aus Berlin („Quizkönigin“) - Thorsten Zirkel, Bankbetriebswirt aus Hannover („Quiz-Ass“) - Eckhard Freise, Historiker aus Münster („Professor Quiz“) | 08:10               | 07:08           | Olymp      |
| 04      | 1. Feb. 2019  | „Berghelden“ | Sebastian Ströbel und Hans Sigl           | - Marie-Louise Finck, Unternehmensberaterin aus Berlin („Quizkönigin“) - Thorsten Zirkel, Bankbetriebswirt aus Hannover („Quiz-Ass“) - Eckhard Freise, Historiker aus Münster („Professor Quiz“) | 11:13               | 07:08           | Olymp      |
| 05      | 8. Feb. 2019  | „Influencer“ | Julian Claßen und Bianca Claßen           | - Marie-Louise Finck, Unternehmensberaterin aus Berlin („Quizkönigin“) - Thorsten Zirkel, Bankbetriebswirt aus Hannover („Quiz-Ass“) - Eckhard Freise, Historiker aus Münster („Professor Quiz“) | 13:13               | 12:08           | Kandidaten |
| 06      | 15. Feb. 2019 | „Schauspiel“ | Johann von Bülow und Ulrich Noethen       | - Marie-Louise Finck, Unternehmensberaterin aus Berlin („Quizkönigin“) - Thorsten Zirkel, Bankbetriebswirt aus Hannover („Quiz-Ass“) - Eckhard Freise, Historiker aus Münster („Professor Quiz“) | 15:15               | 13:07           | Kandidaten |
| 07      | 22. Feb. 2019 | „Showmaster“ | Fritz Egner und Michael Schanze           | - Marie-Louise Finck, Unternehmensberaterin aus Berlin („Quizkönigin“) - Thorsten Zirkel, Bankbetriebswirt aus Hannover („Quiz-Ass“) - Eckhard Freise, Historiker aus Münster („Professor Quiz“) | 14:15               | 11:12           | Olymp      |
| 08      | 1. März 2019  | „Laufsteg“   | Julianna Townsend und Toni Dreher-Adenuga | - Marie-Louise Finck, Unternehmensberaterin aus Berlin („Quizkönigin“) - Thorsten Zirkel, Bankbetriebswirt aus Hannover („Quiz-Ass“) - Eckhard Freise, Historiker aus Münster („Professor Quiz“) | 13:14               | 06:07           | Olymp      |
| 09      | 8. März 2019  | „Schauspiel“ | Ludwig Trepte und Florian Bartholomäi     | - Marie-Louise Finck, Unternehmensberaterin aus Berlin („Quizkönigin“) - Thorsten Zirkel, Bankbetriebswirt aus Hannover („Quiz-Ass“) - Eckhard Freise, Historiker aus Münster („Professor Quiz“) | 16:13               | 11:12           | Olymp      |
| 10      | 15. März 2019 | „Comedy“     | Torsten Sträter und Mike Krüger           | - Marie-Louise Finck, Unternehmensberaterin aus Berlin („Quizkönigin“) - Thorsten Zirkel, Bankbetriebswirt aus Hannover („Quiz-Ass“) - Eckhard Freise, Historiker aus Münster („Professor Quiz“) | 16:16               | 10:11           | Olymp      |
| 11      | 22. März 2019 | „Schauspiel“ | Jürgen Tarrach und Wotan Wilke Möhring    | - Marie-Louise Finck, Unternehmensberaterin aus Berlin („Quizkönigin“) - Thorsten Zirkel, Bankbetriebswirt aus Hannover („Quiz-Ass“) - Eckhard Freise, Historiker aus Münster („Professor Quiz“) | 15:10               | 09:08           | Kandidaten |
| 12      | 29. März 2019 | „Popstars“   | Markus Mörl und Sandra Cretu              | - Marie-Louise Finck, Unternehmensberaterin aus Berlin („Quizkönigin“) - Thorsten Zirkel, Bankbetriebswirt aus Hannover („Quiz-Ass“) - Eckhard Freise, Historiker aus Münster („Professor Quiz“) | 13:12               | 10:11           | Olymp      |
| 13      | 5. Apr. 2019  | „Sportstars“ | Frank Stäbler und Kristina Vogel          | - Marie-Louise Finck, Unternehmensberaterin aus Berlin („Quizkönigin“) - Thorsten Zirkel, Bankbetriebswirt aus Hannover („Quiz-Ass“) - Eckhard Freise, Historiker aus Münster („Professor Quiz“) | 12:11               | 04:09           | Olymp      |
| 14      | 12. Apr. 2019 | „Aufschlag“  | Thomas Muster und Michael Stich           | - Marie-Louise Finck, Unternehmensberaterin aus Berlin („Quizkönigin“) - Thorsten Zirkel, Bankbetriebswirt aus Hannover („Quiz-Ass“) - Eckhard Freise, Historiker aus Münster („Professor Quiz“) | 13:16               | 08:09           | Olymp      |
| 15      | 26. Apr. 2019 | „Reporter“   | Tom Bartels und Dieter Kürten             | - Marie-Louise Finck, Unternehmensberaterin aus Berlin („Quizkönigin“) - Thorsten Zirkel, Bankbetriebswirt aus Hannover („Quiz-Ass“) - Eckhard Freise, Historiker aus Münster („Professor Quiz“) | 10:09               | 08:07           | Kandidaten |
| 16      | 3. Mai 2019   | „Schauspiel“ | Moritz Bleibtreu und Meret Becker         | - Marie-Louise Finck, Unternehmensberaterin aus Berlin („Quizkönigin“) - Thorsten Zirkel, Bankbetriebswirt aus Hannover („Quiz-Ass“) - Eckhard Freise, Historiker aus Münster („Professor Quiz“) | 13:13               | 10:11           | Olymp      |

### Staffel 6
| Ausgabe | Datum         | Kandidaten    | Kandidaten                                        | Olymp | Endstand Hauptrunde | Endstand Finale | Gewinner   |
| ------- | ------------- | ------------- | ------------------------------------------------- | --- | ------------------- | --------------- | ---------- |
| 01      | 4. Okt. 2019  | „Becker“      | Boris Becker und Barbara Becker                   | - Marie-Louise Finck, Rechtsreferendarin aus Kiel („Quizkönigin“) - Thorsten Zirkel, Bankbetriebswirt aus Hannover („Quiz-Ass“) - Eckhard Freise, Historiker aus Münster („Professor Quiz“) | 14:10               | 10:09           | Kandidaten |
| 02      | 11. Okt. 2019 | „Tatort“      | Axel Milberg und Meret Becker                     | - Marie-Louise Finck, Rechtsreferendarin aus Kiel („Quizkönigin“) - Thorsten Zirkel, Bankbetriebswirt aus Hannover („Quiz-Ass“) - Eckhard Freise, Historiker aus Münster („Professor Quiz“) | 13:13               | 11:12           | Olymp      |
| 03      | 18. Okt. 2019 | „TV-Kult“     | Atze Schröder und Verona Pooth                    | - Marie-Louise Finck, Rechtsreferendarin aus Kiel („Quizkönigin“) - Thorsten Zirkel, Bankbetriebswirt aus Hannover („Quiz-Ass“) - Eckhard Freise, Historiker aus Münster („Professor Quiz“) | 13:14               | 08:09           | Olymp      |
| 04      | 25. Okt. 2019 | „Fußball“     | Pierre Littbarski und Thomas Helmer               | - Marie-Louise Finck, Rechtsreferendarin aus Kiel („Quizkönigin“) - Thorsten Zirkel, Bankbetriebswirt aus Hannover („Quiz-Ass“) - Eckhard Freise, Historiker aus Münster („Professor Quiz“) | 15:13               | 03:11           | Olymp      |
| 05      | 1. Nov. 2019  | „Chefkoch“    | Johann Lafer und Alexander Herrmann               | - Marie-Louise Finck, Rechtsreferendarin aus Kiel („Quizkönigin“) - Thorsten Zirkel, Bankbetriebswirt aus Hannover („Quiz-Ass“) - Eckhard Freise, Historiker aus Münster („Professor Quiz“) | 10:09               | 07:06           | Kandidaten |
| 06      | 8. Nov. 2019  | „Vater&Sohn“  | Uwe Ochsenknecht und Wilson Gonzalez Ochsenknecht | - Marie-Louise Finck, Rechtsreferendarin aus Kiel („Quizkönigin“) - Thorsten Zirkel, Bankbetriebswirt aus Hannover („Quiz-Ass“) - Eckhard Freise, Historiker aus Münster („Professor Quiz“) | 13:15               | 05:06           | Olymp      |
| 07      | 15. Nov. 2019 | „Fantasy“     | Freddy März und Martin Hein                       | - Marie-Louise Finck, Rechtsreferendarin aus Kiel („Quizkönigin“) - Thorsten Zirkel, Bankbetriebswirt aus Hannover („Quiz-Ass“) - Eckhard Freise, Historiker aus Münster („Professor Quiz“) | 10:12               | 06:07           | Olymp      |
| 08      | 22. Nov. 2019 | „Traumpaar“   | Christian Berkel und Andrea Sawatzki              | - Marie-Louise Finck, Rechtsreferendarin aus Kiel („Quizkönigin“) - Thorsten Zirkel, Bankbetriebswirt aus Hannover („Quiz-Ass“) - Eckhard Freise, Historiker aus Münster („Professor Quiz“) | 11:12               | 07:08           | Olymp      |
| 09      | 29. Nov. 2019 | „Comedy“      | Faisal Kawusi und Paul Panzer                     | - Marie-Louise Finck, Rechtsreferendarin aus Kiel („Quizkönigin“) - Thorsten Zirkel, Bankbetriebswirt aus Hannover („Quiz-Ass“) - Eckhard Freise, Historiker aus Münster („Professor Quiz“) | 12:13               | 07:08           | Olymp      |
| 10      | 6. Dez. 2019  | „Reporter“    | Dieter Kürten und Jochen Breyer                   | - Marie-Louise Finck, Rechtsreferendarin aus Kiel („Quizkönigin“) - Thorsten Zirkel, Bankbetriebswirt aus Hannover („Quiz-Ass“) - Eckhard Freise, Historiker aus Münster („Professor Quiz“) | 12:13               | 09:10           | Olymp      |
| 11      | 13. Dez. 2019 | „Spürnasen“   | Claus Theo Gärtner und Richy Müller               | - Marie-Louise Finck, Rechtsreferendarin aus Kiel („Quizkönigin“) - Thorsten Zirkel, Bankbetriebswirt aus Hannover („Quiz-Ass“) - Eckhard Freise, Historiker aus Münster („Professor Quiz“) | 14:12               | 09:08           | Kandidaten |
| 12      | 20. Dez. 2019 | „Ratefuchs“   | Hubertus Meyer-Burckhardt und Stephanie Stumph    | - Marie-Louise Finck, Rechtsreferendarin aus Kiel („Quizkönigin“) - Thorsten Zirkel, Bankbetriebswirt aus Hannover („Quiz-Ass“) - Eckhard Freise, Historiker aus Münster („Professor Quiz“) | 15:13               | 07:10           | Olymp      |
| 13      | 27. Dez. 2019 | „Biathlon“    | Michael Antwerpes und Magdalena Neuner            | - Marie-Louise Finck, Rechtsreferendarin aus Kiel („Quizkönigin“) - Thorsten Zirkel, Bankbetriebswirt aus Hannover („Quiz-Ass“) - Eckhard Freise, Historiker aus Münster („Professor Quiz“) | 14:14               | 10:11           | Olymp      |
| 14      | 3. Jan. 2020  | „Schauspiel“  | Henry Hübchen und Anneke Kim Sarnau               | - Marie-Louise Finck, Rechtsreferendarin aus Kiel („Quizkönigin“) - Thorsten Zirkel, Bankbetriebswirt aus Hannover („Quiz-Ass“) - Eckhard Freise, Historiker aus Münster („Professor Quiz“) | 14:10               | 06:07           | Olymp      |
| 15      | 10. Jan. 2020 | „Gold“        | Matthias Steiner und Felix Neureuther             | - Marie-Louise Finck, Rechtsreferendarin aus Kiel („Quizkönigin“) - Thorsten Zirkel, Bankbetriebswirt aus Hannover („Quiz-Ass“) - Eckhard Freise, Historiker aus Münster („Professor Quiz“) | 16:14               | 13:14           | Olymp      |
| 16      | 17. Jan. 2020 | „Doppelname“  | Florian David Fitz und Christoph Maria Herbst     | - Marie-Louise Finck, Rechtsreferendarin aus Kiel („Quizkönigin“) - Thorsten Zirkel, Bankbetriebswirt aus Hannover („Quiz-Ass“) - Eckhard Freise, Historiker aus Münster („Professor Quiz“) | 13:12               | 10:11           | Olymp      |
| 17      | 24. Jan. 2020 | „Zehnkampf“   | Arthur Abele und Frank Busemann                   | - Marie-Louise Finck, Rechtsreferendarin aus Kiel („Quizkönigin“) - Thorsten Zirkel, Bankbetriebswirt aus Hannover („Quiz-Ass“) - Eckhard Freise, Historiker aus Münster („Professor Quiz“) | 14:12               | 11:10           | Kandidaten |
| 18      | 31. Jan. 2020 | „Gourmet“     | Reiner Calmund und Christian Rach                 | - Marie-Louise Finck, Rechtsreferendarin aus Kiel („Quizkönigin“) - Thorsten Zirkel, Bankbetriebswirt aus Hannover („Quiz-Ass“) - Eckhard Freise, Historiker aus Münster („Professor Quiz“) | 09:14               | 07:08           | Olymp      |
| 19      | 7. Feb. 2020  | „Nachrichten“ | Thorsten Schröder und Ulrich Wickert              | - Marie-Louise Finck, Rechtsreferendarin aus Kiel („Quizkönigin“) - Thorsten Zirkel, Bankbetriebswirt aus Hannover („Quiz-Ass“) - Eckhard Freise, Historiker aus Münster („Professor Quiz“) | 10:14               | 10:11           | Olymp      |
| 20      | 14. Feb. 2020 | „Quizmaster“  | Armin Assinger und Susanne Kunz                   | - Marie-Louise Finck, Rechtsreferendarin aus Kiel („Quizkönigin“) - Thorsten Zirkel, Bankbetriebswirt aus Hannover („Quiz-Ass“) - Eckhard Freise, Historiker aus Münster („Professor Quiz“) | 13:15               | 10:11           | Olymp      |
| 21      | 21. Feb. 2020 | „Alaaf“       | Konrad Beikircher und Henning Krautmacher         | - Marie-Louise Finck, Rechtsreferendarin aus Kiel („Quizkönigin“) - Thorsten Zirkel, Bankbetriebswirt aus Hannover („Quiz-Ass“) - Eckhard Freise, Historiker aus Münster („Professor Quiz“) | 12:14               | 09:10           | Olymp      |
| 22      | 6. März 2020  | „Spaßvögel“   | Oliver Pocher und Thomas Hermanns                 | - Marie-Louise Finck, Rechtsreferendarin aus Kiel („Quizkönigin“) - Thorsten Zirkel, Bankbetriebswirt aus Hannover („Quiz-Ass“) - Eckhard Freise, Historiker aus Münster („Professor Quiz“) | 13:14               | 10:11           | Olymp      |
| 23      | 13. März 2020 | „Schauspiel“  | Christian Wolff und Christine Neubauer            | - Marie-Louise Finck, Rechtsreferendarin aus Kiel („Quizkönigin“) - Thorsten Zirkel, Bankbetriebswirt aus Hannover („Quiz-Ass“) - Eckhard Freise, Historiker aus Münster („Professor Quiz“) | 12:13               | 10:11           | Olymp      |
| 24      | 20. März 2020 | „Topmodel“    | Kim Hnizdo und Sayana Ranjan                      | - Marie-Louise Finck, Rechtsreferendarin aus Kiel („Quizkönigin“) - Thorsten Zirkel, Bankbetriebswirt aus Hannover („Quiz-Ass“) - Eckhard Freise, Historiker aus Münster („Professor Quiz“) | 14:14               | 11:12           | Olymp      |
| 25      | 27. März 2020 | „Showmaster“  | Jörg Draeger und Marijke Amado                    | - Marie-Louise Finck, Rechtsreferendarin aus Kiel („Quizkönigin“) - Thorsten Zirkel, Bankbetriebswirt aus Hannover („Quiz-Ass“) - Eckhard Freise, Historiker aus Münster („Professor Quiz“) | 10:13               | 07:08           | Olymp      |
| 26      | 3. Apr. 2020  | „Schwimmen“   | Franziska van Almsick und Michael Groß            | - Marie-Louise Finck, Rechtsreferendarin aus Kiel („Quizkönigin“) - Thorsten Zirkel, Bankbetriebswirt aus Hannover („Quiz-Ass“) - Eckhard Freise, Historiker aus Münster („Professor Quiz“) | 17:15               | 13:12           | Kandidaten |
| 27      | 17. Apr. 2020 | „PomKat“      | Jekaterina Leonowa und Pascal Hens                | - Marie-Louise Finck, Rechtsreferendarin aus Kiel („Quizkönigin“) - Thorsten Zirkel, Bankbetriebswirt aus Hannover („Quiz-Ass“) - Eckhard Freise, Historiker aus Münster („Professor Quiz“) | 14:11               | 09:08           | Kandidaten |
| 28      | 24. Apr. 2020 | „Hauptrolle“  | Heino Ferch und Katja Flint                       | - Marie-Louise Finck, Rechtsreferendarin aus Kiel („Quizkönigin“) - Thorsten Zirkel, Bankbetriebswirt aus Hannover („Quiz-Ass“) - Eckhard Freise, Historiker aus Münster („Professor Quiz“) | 13:16               | 10:11           | Olymp      |
| 29      | 8. Mai 2020   | „TV-Stars“    | Susan Sideropoulos und Nina Bott                  | - Marie-Louise Finck, Rechtsreferendarin aus Kiel („Quizkönigin“) - Thorsten Zirkel, Bankbetriebswirt aus Hannover („Quiz-Ass“) - Eckhard Freise, Historiker aus Münster („Professor Quiz“) | 13:14               | 08:09           | Olymp      |
| 30      | 15. Mai 2020  | „Sportschau“  | Matthias Opdenhövel und Tom Bartels               | - Marie-Louise Finck, Rechtsreferendarin aus Kiel („Quizkönigin“) - Thorsten Zirkel, Bankbetriebswirt aus Hannover („Quiz-Ass“) - Eckhard Freise, Historiker aus Münster („Professor Quiz“) | 15:15               | 08:09           | Olymp      |

### Staffel 7
| Ausgabe | Datum         | Kandidaten   | Kandidaten                                      | Olymp | Endstand Hauptrunde | Endstand Finale | Gewinner   |
| ------- | ------------- | ------------ | ----------------------------------------------- | --- | ------------------- | --------------- | ---------- |
| 01      | 22. Mai 2020  | „Schauspiel“ | Harald Krassnitzer und Ann-Kathrin Kramer       | - Marie-Louise Finck, Rechtsreferendarin aus Kiel („Quizkönigin“) - Thorsten Zirkel, Bankbetriebswirt aus Hannover („Quiz-Ass“) - Eckhard Freise, Historiker aus Münster („Professor Quiz“) | 14:10               | 09:08           | Kandidaten |
| 02      | 29. Mai 2020  | „Kochkunst“  | Tim Raue und Frank Rosin                        | - Marie-Louise Finck, Rechtsreferendarin aus Kiel („Quizkönigin“) - Thorsten Zirkel, Bankbetriebswirt aus Hannover („Quiz-Ass“) - Eckhard Freise, Historiker aus Münster („Professor Quiz“) | 11:11               | 09:10           | Olymp      |
| 03      | 5. Juni 2020  | „Musik&Film“ | Oliver Wnuk und Yvonne Catterfeld               | - Marie-Louise Finck, Rechtsreferendarin aus Kiel („Quizkönigin“) - Thorsten Zirkel, Bankbetriebswirt aus Hannover („Quiz-Ass“) - Eckhard Freise, Historiker aus Münster („Professor Quiz“) | 14:16               | 12:10           | Kandidaten |
| 04      | 12. Juni 2020 | „Lochmann“   | Roman Lochmann und Heiko Lochmann               | - Marie-Louise Finck, Rechtsreferendarin aus Kiel („Quizkönigin“) - Thorsten Zirkel, Bankbetriebswirt aus Hannover („Quiz-Ass“) - Eckhard Freise, Historiker aus Münster („Professor Quiz“) | 12:14               | 06:07           | Olymp      |
| 05      | 19. Juni 2020 | „Köche“      | Steffen Henssler und Tim Mälzer                 | - Marie-Louise Finck, Rechtsreferendarin aus Kiel („Quizkönigin“) - Thorsten Zirkel, Bankbetriebswirt aus Hannover („Quiz-Ass“) - Eckhard Freise, Historiker aus Münster („Professor Quiz“) | 16:15               | 05:15           | Olymp      |
| 06      | 26. Juni 2020 | „Schauspiel“ | Christoph Maria Herbst und Emilia Schüle        | - Marie-Louise Finck, Rechtsreferendarin aus Kiel („Quizkönigin“) - Thorsten Zirkel, Bankbetriebswirt aus Hannover („Quiz-Ass“) - Eckhard Freise, Historiker aus Münster („Professor Quiz“) | 16:10               | 11:10           | Kandidaten |
| 07      | 3. Juli 2020  | „Lichter“    | Horst Lichter und Nada Lichter                  | - Marie-Louise Finck, Rechtsreferendarin aus Kiel („Quizkönigin“) - Thorsten Zirkel, Bankbetriebswirt aus Hannover („Quiz-Ass“) - Eckhard Freise, Historiker aus Münster („Professor Quiz“) | 13:12               | 05:10           | Olymp      |
| 08      | 10. Juli 2020 | „Schauspiel“ | Florian Martens und Leonard Lansink             | - Marie-Louise Finck, Rechtsreferendarin aus Kiel („Quizkönigin“) - Thorsten Zirkel, Bankbetriebswirt aus Hannover („Quiz-Ass“) - Eckhard Freise, Historiker aus Münster („Professor Quiz“) | 16:15               | 13:12           | Kandidaten |
| 09      | 4. Sep. 2020  | „Jäger“      | Sebastian Jacoby und Thomas Kinne               | - Marie-Louise Finck, Rechtsreferendarin aus Kiel („Quizkönigin“) - Thorsten Zirkel, Bankbetriebswirt aus Hannover („Quiz-Ass“) - Eckhard Freise, Historiker aus Münster („Professor Quiz“) | 16:15               | 15:16           | Olymp      |
| 10      | 11. Sep. 2020 | „Sport“      | Jochen Breyer und Reinhold Beckmann             | - Marie-Louise Finck, Rechtsreferendarin aus Kiel („Quizkönigin“) - Thorsten Zirkel, Bankbetriebswirt aus Hannover („Quiz-Ass“) - Eckhard Freise, Historiker aus Münster („Professor Quiz“) | 14:11               | 10:09           | Kandidaten |
| 11      | 25. Sep. 2020 | „Tatort“     | Dietmar Bär und Klaus J. Behrendt               | - Marie-Louise Finck, Rechtsreferendarin aus Kiel („Quizkönigin“) - Thorsten Zirkel, Bankbetriebswirt aus Hannover („Quiz-Ass“) - Eckhard Freise, Historiker aus Münster („Professor Quiz“) | 14:14               | 13:14           | Olymp      |
| 12      | 2. Okt. 2020  | „Comedy“     | Bülent Ceylan und Rick Kavanian                 | - Marie-Louise Finck, Rechtsreferendarin aus Kiel („Quizkönigin“) - Thorsten Zirkel, Bankbetriebswirt aus Hannover („Quiz-Ass“) - Eckhard Freise, Historiker aus Münster („Professor Quiz“) | 13:14               | 10:11           | Olymp      |
| 13      | 9. Okt. 2020  | „Schauspiel“ | Veronica Ferres und Lilly Krug                  | - Marie-Louise Finck, Rechtsreferendarin aus Kiel („Quizkönigin“) - Thorsten Zirkel, Bankbetriebswirt aus Hannover („Quiz-Ass“) - Eckhard Freise, Historiker aus Münster („Professor Quiz“) | 14:15               | 10:11           | Olymp      |
| 14      | 16. Okt. 2020 | „Schauspiel“ | Henning Baum und Tom Wlaschiha                  | - Marie-Louise Finck, Rechtsreferendarin aus Kiel („Quizkönigin“) - Thorsten Zirkel, Bankbetriebswirt aus Hannover („Quiz-Ass“) - Eckhard Freise, Historiker aus Münster („Professor Quiz“) | 13:11               | 10:09           | Kandidaten |
| 15      | 23. Okt. 2020 | „Tanzen“     | Massimo Sinató und Lili Paul-Roncalli           | - Marie-Louise Finck, Rechtsreferendarin aus Kiel („Quizkönigin“) - Thorsten Zirkel, Bankbetriebswirt aus Hannover („Quiz-Ass“) - Eckhard Freise, Historiker aus Münster („Professor Quiz“) | 15:12               | 11:12           | Olymp      |
| 16      | 30. Okt. 2020 | „Comedy“     | Atze Schröder und Paul Panzer                   | - Marie-Louise Finck, Rechtsreferendarin aus Kiel („Quizkönigin“) - Thorsten Zirkel, Bankbetriebswirt aus Hannover („Quiz-Ass“) - Eckhard Freise, Historiker aus Münster („Professor Quiz“) | 13:14               | 11:12           | Olymp      |
| 17      | 6. Nov. 2020  | „Comedy“     | Martin Schneider und Mirja Boes                 | - Marie-Louise Finck, Rechtsreferendarin aus Kiel („Quizkönigin“) - Thorsten Zirkel, Bankbetriebswirt aus Hannover („Quiz-Ass“) - Eckhard Freise, Historiker aus Münster („Professor Quiz“) | 15:14               | 10:14           | Olymp      |
| 18      | 13. Nov. 2020 | „Tatort“     | Jörg Hartmann und Aylin Tezel                   | - Marie-Louise Finck, Rechtsreferendarin aus Kiel („Quizkönigin“) - Thorsten Zirkel, Bankbetriebswirt aus Hannover („Quiz-Ass“) - Eckhard Freise, Historiker aus Münster („Professor Quiz“) | 15:12               | 12:11           | Kandidaten |
| 19      | 27. Nov. 2020 | „Investoren“ | Georg Kofler und Ralf Dümmel                    | - Marie-Louise Finck, Rechtsreferendarin aus Kiel („Quizkönigin“) - Thorsten Zirkel, Bankbetriebswirt aus Hannover („Quiz-Ass“) - Eckhard Freise, Historiker aus Münster („Professor Quiz“) | 10:09               | 09:10           | Olymp      |
| 20      | 4. Dez. 2020  | „Carrière“   | Mathieu Carrière und Elena Carrière             | - Marie-Louise Finck, Rechtsreferendarin aus Kiel („Quizkönigin“) - Thorsten Zirkel, Bankbetriebswirt aus Hannover („Quiz-Ass“) - Eckhard Freise, Historiker aus Münster („Professor Quiz“) | 14:14               | 08:09           | Olymp      |
| 21      | 11. Dez. 2020 | „Lachen“     | Bernd Stelter und Henning Krautmacher           | - Marie-Louise Finck, Rechtsreferendarin aus Kiel („Quizkönigin“) - Thorsten Zirkel, Bankbetriebswirt aus Hannover („Quiz-Ass“) - Eckhard Freise, Historiker aus Münster („Professor Quiz“) | 17:14               | 14:13           | Kandidaten |
| 22      | 8. Jan. 2021  | „Hip-Hop“    | Smudo und Michi Beck                            | - Marie-Louise Finck, Rechtsreferendarin aus Kiel („Quizkönigin“) - Thorsten Zirkel, Bankbetriebswirt aus Hannover („Quiz-Ass“) - Eckhard Freise, Historiker aus Münster („Professor Quiz“) | 15:15               | 11:12           | Olymp      |
| 23      | 22. Jan. 2021 | „Komik“      | Dieter Nuhr und Torsten Sträter                 | - Marie-Louise Finck, Rechtsreferendarin aus Kiel („Quizkönigin“) - Thorsten Zirkel, Bankbetriebswirt aus Hannover („Quiz-Ass“) - Eckhard Freise, Historiker aus Münster („Professor Quiz“) | 14:14               | 14:04           | Kandidaten |
| 24      | 29. Jan. 2021 | „Schauspiel“ | Fritz Wepper und Jutta Speidel                  | - Marie-Louise Finck, Rechtsreferendarin aus Kiel („Quizkönigin“) - Thorsten Zirkel, Bankbetriebswirt aus Hannover („Quiz-Ass“) - Eckhard Freise, Historiker aus Münster („Professor Quiz“) | 13:11               | 09:08           | Kandidaten |
| 25      | 5. Feb. 2021  | „Schauspiel“ | Jan Josef Liefers und Anna Loos                 | - Marie-Louise Finck, Rechtsreferendarin aus Kiel („Quizkönigin“) - Thorsten Zirkel, Bankbetriebswirt aus Hannover („Quiz-Ass“) - Eckhard Freise, Historiker aus Münster („Professor Quiz“) | 15:15               | 11:12           | Olymp      |
| 26      | 12. Feb. 2021 | „Comedy“     | Oliver Welke und Fabian Köster                  | - Marie-Louise Finck, Rechtsreferendarin aus Kiel („Quizkönigin“) - Thorsten Zirkel, Bankbetriebswirt aus Hannover („Quiz-Ass“) - Eckhard Freise, Historiker aus Münster („Professor Quiz“) | 14:13               | 05:13           | Olymp      |
| 27      | 19. Feb. 2021 | „Becker“     | Ben Becker und Lilith Becker                    | - Marie-Louise Finck, Rechtsreferendarin aus Kiel („Quizkönigin“) - Thorsten Zirkel, Bankbetriebswirt aus Hannover („Quiz-Ass“) - Eckhard Freise, Historiker aus Münster („Professor Quiz“) | 13:13               | 11:12           | Olymp      |
| 28      | 5. März 2021  | „Beauty“     | Dagi Bee und Betty Taube                        | - Marie-Louise Finck, Rechtsreferendarin aus Kiel („Quizkönigin“) - Thorsten Zirkel, Bankbetriebswirt aus Hannover („Quiz-Ass“) - Eckhard Freise, Historiker aus Münster („Professor Quiz“) | 14:15               | 09:10           | Olymp      |
| 29      | 12. März 2021 | „Sport“      | Heike Drechsler und Malaika Mihambo             | - Marie-Louise Finck, Rechtsreferendarin aus Kiel („Quizkönigin“) - Thorsten Zirkel, Bankbetriebswirt aus Hannover („Quiz-Ass“) - Eckhard Freise, Historiker aus Münster („Professor Quiz“) | 16:14               | 10:09           | Kandidaten |
| 30      | 26. März 2021 | „Virtuos“    | Till Brönner und David Garrett                  | - Marie-Louise Finck, Rechtsreferendarin aus Kiel („Quizkönigin“) - Thorsten Zirkel, Bankbetriebswirt aus Hannover („Quiz-Ass“) - Eckhard Freise, Historiker aus Münster („Professor Quiz“) | 14:14               | 12:13           | Olymp      |
| 31      | 9. Apr. 2021  | „Show“       | Thomas Hermanns und Guido Cantz                 | - Marie-Louise Finck, Rechtsreferendarin aus Kiel („Quizkönigin“) - Thorsten Zirkel, Bankbetriebswirt aus Hannover („Quiz-Ass“) - Eckhard Freise, Historiker aus Münster („Professor Quiz“) | 16:13               | 11:10           | Kandidaten |
| 32      | 16. Apr. 2021 | „Internet“   | Sebastian Meyer und Felix von der Laden         | - Marie-Louise Finck, Rechtsreferendarin aus Kiel („Quizkönigin“) - Thorsten Zirkel, Bankbetriebswirt aus Hannover („Quiz-Ass“) - Eckhard Freise, Historiker aus Münster („Professor Quiz“) | 14:15               | 13:14           | Olymp      |
| 33      | 23. Apr. 2021 | „Musik“      | Johannes Oerding und Wincent Weiss              | - Marie-Louise Finck, Rechtsreferendarin aus Kiel („Quizkönigin“) - Thorsten Zirkel, Bankbetriebswirt aus Hannover („Quiz-Ass“) - Eckhard Freise, Historiker aus Münster („Professor Quiz“) | 12:11               | 09:08           | Kandidaten |
| 34      | 30. Apr. 2021 | „Bosbach“    | Wolfgang Bosbach und Caroline Bosbach           | - Marie-Louise Finck, Rechtsreferendarin aus Kiel („Quizkönigin“) - Thorsten Zirkel, Bankbetriebswirt aus Hannover („Quiz-Ass“) - Eckhard Freise, Historiker aus Münster („Professor Quiz“) | 14:13               | 13:12           | Kandidaten |
| 35      | 7. Mai 2021   | „Olympia“    | Robert Harting und Fabian Hambüchen             | - Marie-Louise Finck, Rechtsreferendarin aus Kiel („Quizkönigin“) - Thorsten Zirkel, Bankbetriebswirt aus Hannover („Quiz-Ass“) - Eckhard Freise, Historiker aus Münster („Professor Quiz“) | 12:13               | 09:10           | Olymp      |
| 36      | 14. Mai 2021  | „Wetter“     | Sven Plöger und Gunther Tiersch                 | - Marie-Louise Finck, Rechtsreferendarin aus Kiel („Quizkönigin“) - Thorsten Zirkel, Bankbetriebswirt aus Hannover („Quiz-Ass“) - Eckhard Freise, Historiker aus Münster („Professor Quiz“) | 12:13               | 09:10           | Olymp      |
| 37      | 21. Mai 2021  | „Skistars“   | Felix Neureuther und Viktoria Rebensburg        | - Marie-Louise Finck, Rechtsreferendarin aus Kiel („Quizkönigin“) - Thorsten Zirkel, Bankbetriebswirt aus Hannover („Quiz-Ass“) - Eckhard Freise, Historiker aus Münster („Professor Quiz“) | 14:14               | 12:11           | Kandidaten |
| 38      | 28. Mai 2021  | „Moderation“ | Max Schautzer und Dagmar Berghoff               | - Marie-Louise Finck, Rechtsreferendarin aus Kiel („Quizkönigin“) - Thorsten Zirkel, Bankbetriebswirt aus Hannover („Quiz-Ass“) - Eckhard Freise, Historiker aus Münster („Professor Quiz“) | 13:14               | 14:13           | Kandidaten |
| 39      | 9. Juli 2021  | „Bestseller“ | Engelbert Lainer-Wartenberg und Hera Lind       | - Marie-Louise Finck, Rechtsreferendarin aus Kiel („Quizkönigin“) - Thorsten Zirkel, Bankbetriebswirt aus Hannover („Quiz-Ass“) - Eckhard Freise, Historiker aus Münster („Professor Quiz“) | 15:16               | 13:14           | Olymp      |
| 40      | 16. Juli 2021 | „Legenden“   | Gunther Emmerlich und Wolfgang Lippert          | - Marie-Louise Finck, Rechtsreferendarin aus Kiel („Quizkönigin“) - Thorsten Zirkel, Bankbetriebswirt aus Hannover („Quiz-Ass“) - Eckhard Freise, Historiker aus Münster („Professor Quiz“) | 12:15               | 11:12           | Olymp      |
| 41      | 23. Juli 2021 | „Moderation“ | Markus Lanz und Sylvie Meis                     | - Marie-Louise Finck, Rechtsreferendarin aus Kiel („Quizkönigin“) - Thorsten Zirkel, Bankbetriebswirt aus Hannover („Quiz-Ass“) - Eckhard Freise, Historiker aus Münster („Professor Quiz“) | 17:12               | 13:12           | Kandidaten |
| 42      | 30. Juli 2021 | „Schauspiel“ | Til Schweiger und Jasmin Gerat                  | - Marie-Louise Finck, Rechtsreferendarin aus Kiel („Quizkönigin“) - Thorsten Zirkel, Bankbetriebswirt aus Hannover („Quiz-Ass“) - Eckhard Freise, Historiker aus Münster („Professor Quiz“) | 10:12               | 07:08           | Olymp      |
| 43      | 6. Aug. 2021  | „Schwung“    | Luca Hänni und Christina Luft                   | - Marie-Louise Finck, Rechtsreferendarin aus Kiel („Quizkönigin“) - Thorsten Zirkel, Bankbetriebswirt aus Hannover („Quiz-Ass“) - Eckhard Freise, Historiker aus Münster („Professor Quiz“) | 14:12               | 10:09           | Kandidaten |
| 44      | 13. Aug. 2021 | „Bettermann“ | Bernhard Bettermann und Tim Bettermann          | - Marie-Louise Finck, Rechtsreferendarin aus Kiel („Quizkönigin“) - Thorsten Zirkel, Bankbetriebswirt aus Hannover („Quiz-Ass“) - Eckhard Freise, Historiker aus Münster („Professor Quiz“) | 13:15               | 09:10           | Olymp      |
| 45      | 20. Aug. 2021 | „Moderation“ | Eckart von Hirschhausen und Sandra Maischberger | - Marie-Louise Finck, Rechtsreferendarin aus Kiel („Quizkönigin“) - Thorsten Zirkel, Bankbetriebswirt aus Hannover („Quiz-Ass“) - Eckhard Freise, Historiker aus Münster („Professor Quiz“) | 14:14               | 11:10           | Kandidaten |
| 46      | 3. Sep. 2021  | „Comedy“     | Alexander Schubert und Michael Mittermeier      | - Marie-Louise Finck, Rechtsreferendarin aus Kiel („Quizkönigin“) - Thorsten Zirkel, Bankbetriebswirt aus Hannover („Quiz-Ass“) - Eckhard Freise, Historiker aus Münster („Professor Quiz“) | 11:13               | 10:11           | Olymp      |
| 47      | 10. Sep. 2021 | „Show“       | Ulla Kock am Brink und Marijke Amado            | - Marie-Louise Finck, Rechtsreferendarin aus Kiel („Quizkönigin“) - Thorsten Zirkel, Bankbetriebswirt aus Hannover („Quiz-Ass“) - Eckhard Freise, Historiker aus Münster („Professor Quiz“) | 14:11               | 11:10           | Kandidaten |
| 48      | 17. Sep. 2021 | „Humor“      | Jürgen von der Lippe und Max Giermann           | - Marie-Louise Finck, Rechtsreferendarin aus Kiel („Quizkönigin“) - Thorsten Zirkel, Bankbetriebswirt aus Hannover („Quiz-Ass“) - Eckhard Freise, Historiker aus Münster („Professor Quiz“) | 13:13               | 12:09           | Kandidaten |
| 49      | 24. Sep. 2021 | „Musik“      | Michael Holm und Senta-Sofia Delliponti         | - Marie-Louise Finck, Rechtsreferendarin aus Kiel („Quizkönigin“) - Thorsten Zirkel, Bankbetriebswirt aus Hannover („Quiz-Ass“) - Eckhard Freise, Historiker aus Münster („Professor Quiz“) | 14:14               | 11:12           | Olymp      |
| 50      | 1. Okt. 2021  | „Schauspiel“ | Jürgen Vogel und Natalia Belitski               | - Marie-Louise Finck, Rechtsreferendarin aus Kiel („Quizkönigin“) - Thorsten Zirkel, Bankbetriebswirt aus Hannover („Quiz-Ass“) - Eckhard Freise, Historiker aus Münster („Professor Quiz“) | 14:14               | 11:12           | Olymp      |
| 51      | 8. Okt. 2021  | „Wontorra“   | Jörg Wontorra und Laura Wontorra                | - Marie-Louise Finck, Rechtsreferendarin aus Kiel („Quizkönigin“) - Thorsten Zirkel, Bankbetriebswirt aus Hannover („Quiz-Ass“) - Eckhard Freise, Historiker aus Münster („Professor Quiz“) | 14:12               | 12:11           | Kandidaten |
| 52      | 15. Okt. 2021 | „Lecker“     | Alexander Kumptner und Sally Özcan              | - Marie-Louise Finck, Rechtsreferendarin aus Kiel („Quizkönigin“) - Thorsten Zirkel, Bankbetriebswirt aus Hannover („Quiz-Ass“) - Eckhard Freise, Historiker aus Münster („Professor Quiz“) | 14:12               | 12:13           | Olymp      |
| 53      | 22. Okt. 2021 | „Musik“      | Johanna Mross und Stefanie Hertel               | - Marie-Louise Finck, Rechtsreferendarin aus Kiel („Quizkönigin“) - Thorsten Zirkel, Bankbetriebswirt aus Hannover („Quiz-Ass“) - Eckhard Freise, Historiker aus Münster („Professor Quiz“) | 13:12               | 10:09           | Kandidaten |
| 54      | 29. Okt. 2021 | „Investoren“ | Ralf Dümmel und Frank Thelen                    | - Marie-Louise Finck, Rechtsreferendarin aus Kiel („Quizkönigin“) - Thorsten Zirkel, Bankbetriebswirt aus Hannover („Quiz-Ass“) - Eckhard Freise, Historiker aus Münster („Professor Quiz“) | 11:14               | 09:10           | Olymp      |
| 55      | 5. Nov. 2021  | „Supermodel“ | Eva Padberg und Franziska Knuppe                | - Marie-Louise Finck, Rechtsreferendarin aus Kiel („Quizkönigin“) - Thorsten Zirkel, Bankbetriebswirt aus Hannover („Quiz-Ass“) - Eckhard Freise, Historiker aus Münster („Professor Quiz“) | 15:10               | 11:10           | Kandidaten |
| 56      | 12. Nov. 2021 | „Bestseller“ | Sebastian Fitzek und Ildikó von Kürthy          | - Marie-Louise Finck, Rechtsreferendarin aus Kiel („Quizkönigin“) - Thorsten Zirkel, Bankbetriebswirt aus Hannover („Quiz-Ass“) - Eckhard Freise, Historiker aus Münster („Professor Quiz“) | 12:16               | 09:10           | Olymp      |
| 57      | 19. Nov. 2021 | „Musik“      | Daniel Grunenberg und Carolin Niemczyk          | - Marie-Louise Finck, Rechtsreferendarin aus Kiel („Quizkönigin“) - Thorsten Zirkel, Bankbetriebswirt aus Hannover („Quiz-Ass“) - Eckhard Freise, Historiker aus Münster („Professor Quiz“) | 16:16               | 10:11           | Olymp      |
| 58      | 26. Nov. 2021 | „Humor“      | Hannes Ringlstetter und Bastian Bielendorfer    | - Marie-Louise Finck, Rechtsreferendarin aus Kiel („Quizkönigin“) - Thorsten Zirkel, Bankbetriebswirt aus Hannover („Quiz-Ass“) - Eckhard Freise, Historiker aus Münster („Professor Quiz“) | 14:14               | 12:05           | Kandidaten |
| 59      | 10. Dez. 2021 | „Skisprung“  | Jens Weißflog und Sven Hannawald                | - Marie-Louise Finck, Rechtsreferendarin aus Kiel („Quizkönigin“) - Thorsten Zirkel, Bankbetriebswirt aus Hannover („Quiz-Ass“) - Eckhard Freise, Historiker aus Münster („Professor Quiz“) | 11:15               | 07:08           | Olymp      |
| 60      | 17. Dez. 2021 | „Schauspiel“ | Wolfgang Bahro und Ulrike Frank                 | - Marie-Louise Finck, Rechtsreferendarin aus Kiel („Quizkönigin“) - Thorsten Zirkel, Bankbetriebswirt aus Hannover („Quiz-Ass“) - Eckhard Freise, Historiker aus Münster („Professor Quiz“) | 15:13               | 07:13           | Olymp      |
| 61      | 7. Jan. 2022  | „Mannsbild“  | Christian Berkel und Sky du Mont                | - Marie-Louise Finck, Rechtsreferendarin aus Kiel („Quizkönigin“) - Thorsten Zirkel, Bankbetriebswirt aus Hannover („Quiz-Ass“) - Eckhard Freise, Historiker aus Münster („Professor Quiz“) | 14:15               | 10:11           | Olymp      |
| 62      | 21. Jan. 2022 | „Bingo!“     | Michael Thürnau und Jule Gölsdorf               | - Marie-Louise Finck, Rechtsreferendarin aus Kiel („Quizkönigin“) - Thorsten Zirkel, Bankbetriebswirt aus Hannover („Quiz-Ass“) - Eckhard Freise, Historiker aus Münster („Professor Quiz“) | 16:13               | 11:10           | Kandidaten |
| 63      | 28. Jan. 2022 | „Tatort“     | Cornelia Gröschel und Karin Hanczewski          | - Marie-Louise Finck, Rechtsreferendarin aus Kiel („Quizkönigin“) - Thorsten Zirkel, Bankbetriebswirt aus Hannover („Quiz-Ass“) - Eckhard Freise, Historiker aus Münster („Professor Quiz“) | 16:14               | 12:13           | Olymp      |
| 64      | 4. Feb. 2022  | „Genial“     | Wigald Boning und Hugo Egon Balder              | - Marie-Louise Finck, Rechtsreferendarin aus Kiel („Quizkönigin“) - Thorsten Zirkel, Bankbetriebswirt aus Hannover („Quiz-Ass“) - Eckhard Freise, Historiker aus Münster („Professor Quiz“) | 14:14               | 10:11           | Olymp      |
| 65      | 11. Feb. 2022 | „Schmutzler“ | Claudia Schmutzler und Charley Ann Schmutzler   | - Marie-Louise Finck, Rechtsreferendarin aus Kiel („Quizkönigin“) - Thorsten Zirkel, Bankbetriebswirt aus Hannover („Quiz-Ass“) - Eckhard Freise, Historiker aus Münster („Professor Quiz“) | 13:10               | 10:09           | Kandidaten |
| 66      | 18. Feb. 2022 | „Hauptrolle“ | Natalia Wörner und Andrea Sawatzki              | - Marie-Louise Finck, Rechtsreferendarin aus Kiel („Quizkönigin“) - Thorsten Zirkel, Bankbetriebswirt aus Hannover („Quiz-Ass“) - Eckhard Freise, Historiker aus Münster („Professor Quiz“) | 15:15               | 11:12           | Olymp      |

### Staffel 8
| Ausgabe | Datum         | Kandidaten   | Kandidaten                                      | Olymp | Endstand Hauptrunde | Endstand Finale | Gewinner   |
| ------- | ------------- | ------------ | ----------------------------------------------- | --- | ------------------- | --------------- | ---------- |
| 01      | 25. Feb. 2022 | „Drehbuch“   | Christoph M. Ohrt und Rebecca Immanuel          | - Marie-Louise Finck, Staatsanwältin aus Kiel („Quizkönigin“) - Thorsten Zirkel, Bankbetriebswirt aus Hannover („Quiz-Ass“) - Eckhard Freise, Historiker aus Münster („Professor Quiz“) | 11:14               | 09:10           | Olymp      |
| 02      | 4. März 2022  | „Hessen“     | Michael Kessler und Bodo Bach                   | - Marie-Louise Finck, Staatsanwältin aus Kiel („Quizkönigin“) - Thorsten Zirkel, Bankbetriebswirt aus Hannover („Quiz-Ass“) - Eckhard Freise, Historiker aus Münster („Professor Quiz“) | 14:15               | 11:12           | Olymp      |
| 03      | 11. März 2022 | „Prinzen“    | Tobias Künzel und Sebastian Krumbiegel          | - Marie-Louise Finck, Staatsanwältin aus Kiel („Quizkönigin“) - Thorsten Zirkel, Bankbetriebswirt aus Hannover („Quiz-Ass“) - Eckhard Freise, Historiker aus Münster („Professor Quiz“) | 15:16               | 11:12           | Olymp      |
| 04      | 18. März 2022 | „von Thuns“  | Friedrich von Thun und Max von Thun             | - Marie-Louise Finck, Staatsanwältin aus Kiel („Quizkönigin“) - Thorsten Zirkel, Bankbetriebswirt aus Hannover („Quiz-Ass“) - Eckhard Freise, Historiker aus Münster („Professor Quiz“) | 13:14               | 09:10           | Olymp      |
| 05      | 25. März 2022 | „Schlager“   | Matthias Reim und Christin Stark                | - Marie-Louise Finck, Staatsanwältin aus Kiel („Quizkönigin“) - Thorsten Zirkel, Bankbetriebswirt aus Hannover („Quiz-Ass“) - Eckhard Freise, Historiker aus Münster („Professor Quiz“) | 16:11               | 10:09           | Kandidaten |
| 06      | 8. Apr. 2022  | „Eis“        | Denise Biellmann und Katarina Witt              | - Marie-Louise Finck, Staatsanwältin aus Kiel („Quizkönigin“) - Thorsten Zirkel, Bankbetriebswirt aus Hannover („Quiz-Ass“) - Eckhard Freise, Historiker aus Münster („Professor Quiz“) | 13:13               | 08:09           | Olymp      |
| 07      | 22. Apr. 2022 | „Kamera“     | Stefan Jürgens und Esther Schweins              | - Marie-Louise Finck, Staatsanwältin aus Kiel („Quizkönigin“) - Thorsten Zirkel, Bankbetriebswirt aus Hannover („Quiz-Ass“) - Eckhard Freise, Historiker aus Münster („Professor Quiz“) | 13:11               | 10:11           | Olymp      |
| 08      | 29. Apr. 2022 | „Traumpaar“  | Fritz Karl und Elena Uhlig                      | - Marie-Louise Finck, Staatsanwältin aus Kiel („Quizkönigin“) - Thorsten Zirkel, Bankbetriebswirt aus Hannover („Quiz-Ass“) - Eckhard Freise, Historiker aus Münster („Professor Quiz“) | 15:13               | 10:11           | Olymp      |
| 09      | 6. Mai 2022   | „BossHoss“   | Alec Völkel und Sascha Vollmer                  | - Marie-Louise Finck, Staatsanwältin aus Kiel („Quizkönigin“) - Thorsten Zirkel, Bankbetriebswirt aus Hannover („Quiz-Ass“) - Eckhard Freise, Historiker aus Münster („Professor Quiz“) | 15:14               | 07:13           | Olymp      |
| 10      | 13. Mai 2022  | „Stand-up“   | Michael Mittermeier und Lisa Feller             | - Marie-Louise Finck, Staatsanwältin aus Kiel („Quizkönigin“) - Thorsten Zirkel, Bankbetriebswirt aus Hannover („Quiz-Ass“) - Eckhard Freise, Historiker aus Münster („Professor Quiz“) | 16:14               | 13:12           | Kandidaten |
| 11      | 20. Mai 2022  | „Songpoeten“ | Max Mutzke und Gregor Meyle                     | - Marie-Louise Finck, Staatsanwältin aus Kiel („Quizkönigin“) - Thorsten Zirkel, Bankbetriebswirt aus Hannover („Quiz-Ass“) - Eckhard Freise, Historiker aus Münster („Professor Quiz“) | 13:14               | 11:12           | Olymp      |
| 12      | 27. Mai 2022  | „Rhythmus“   | Joachim Llambi und Jorge González               | - Marie-Louise Finck, Staatsanwältin aus Kiel („Quizkönigin“) - Thorsten Zirkel, Bankbetriebswirt aus Hannover („Quiz-Ass“) - Eckhard Freise, Historiker aus Münster („Professor Quiz“) | 14:15               | 10:11           | Olymp      |
| 13      | 3. Juni 2022  | „Anstoß“     | Roman Weidenfeller und Katrin Müller-Hohenstein | - Marie-Louise Finck, Staatsanwältin aus Kiel („Quizkönigin“) - Thorsten Zirkel, Bankbetriebswirt aus Hannover („Quiz-Ass“) - Eckhard Freise, Historiker aus Münster („Professor Quiz“) | 13:15               | 08:09           | Olymp      |
| 14      | 10. Juni 2022 | „Hitparade“  | Viktor Worms und Uwe Hübner                     | - Marie-Louise Finck, Staatsanwältin aus Kiel („Quizkönigin“) - Thorsten Zirkel, Bankbetriebswirt aus Hannover („Quiz-Ass“) - Eckhard Freise, Historiker aus Münster („Professor Quiz“) | 15:17               | 07:08           | Olymp      |
| 15      | 17. Juni 2022 | „Parkett“    | Ute Lemper und Isabel Edvardsson                | - Marie-Louise Finck, Staatsanwältin aus Kiel („Quizkönigin“) - Thorsten Zirkel, Bankbetriebswirt aus Hannover („Quiz-Ass“) - Eckhard Freise, Historiker aus Münster („Professor Quiz“) | 14:16               | 11:12           | Olymp      |
| 16      | 24. Juni 2022 | „Gags“       | Kaya Yanar und Paul Panzer                      | - Marie-Louise Finck, Staatsanwältin aus Kiel („Quizkönigin“) - Thorsten Zirkel, Bankbetriebswirt aus Hannover („Quiz-Ass“) - Eckhard Freise, Historiker aus Münster („Professor Quiz“) | 14:14               | 11:12           | Olymp      |
| 17      | 19. Aug. 2022 | „TV-Klinik“  | Thomas Rühmann und Arzu Bazman                  | - Marie-Louise Finck, Staatsanwältin aus Kiel („Quizkönigin“) - Thorsten Zirkel, Bankbetriebswirt aus Hannover („Quiz-Ass“) - Eckhard Freise, Historiker aus Münster („Professor Quiz“) | 12:13               | 11:12           | Olymp      |

### Staffel 9
| Ausgabe | Datum         | Kandidaten   | Kandidaten                                  | Olymp | Endstand Hauptrunde | Endstand Finale | Gewinner   |
| ------- | ------------- | ------------ | ------------------------------------------- | --- | ------------------- | --------------- | ---------- |
| 01      | 26. Aug. 2022 | „Jäger“      | Sebastian Jacoby und Klaus Otto Nagorsnik   | - Marie-Louise Finck, Staatsanwältin aus Kiel („Quizkönigin“) - Thorsten Zirkel, Bankbetriebswirt aus Hannover („Quiz-Ass“) - Eckhard Freise, Historiker aus Münster („Professor Quiz“) | 14:12               | 09:08           | Kandidaten |
| 02      | 2. Sep. 2022  | „Fanta4“     | Michi Beck und Smudo                        | - Marie-Louise Finck, Staatsanwältin aus Kiel („Quizkönigin“) - Thorsten Zirkel, Bankbetriebswirt aus Hannover („Quiz-Ass“) - Eckhard Freise, Historiker aus Münster („Professor Quiz“) | 13:13               | 11:12           | Olymp      |
| 03      | 9. Sep. 2022  | „Hauptrolle“ | Christoph Maria Herbst und Christiane Paul  | - Marie-Louise Finck, Staatsanwältin aus Kiel („Quizkönigin“) - Thorsten Zirkel, Bankbetriebswirt aus Hannover („Quiz-Ass“) - Eckhard Freise, Historiker aus Münster („Professor Quiz“) | 14:15               | 12:13           | Olymp      |
| 04      | 16. Sep. 2022 | „Gold“       | Julian Weber und Richard Ringer             | - Marie-Louise Finck, Staatsanwältin aus Kiel („Quizkönigin“) - Thorsten Zirkel, Bankbetriebswirt aus Hannover („Quiz-Ass“) - Eckhard Freise, Historiker aus Münster („Professor Quiz“) | 15:16               | 12:13           | Olymp      |
| 05      | 23. Sep. 2022 | „Comedy“     | Mike Krüger und Atze Schröder               | - Marie-Louise Finck, Staatsanwältin aus Kiel („Quizkönigin“) - Thorsten Zirkel, Bankbetriebswirt aus Hannover („Quiz-Ass“) - Eckhard Freise, Historiker aus Münster („Professor Quiz“) | 13:15               | 10:11           | Olymp      |
| 06      | 30. Sep. 2022 | „Bingo“      | Jule Gölsdorf und Michael Thürnau           | - Marie-Louise Finck, Staatsanwältin aus Kiel („Quizkönigin“) - Thorsten Zirkel, Bankbetriebswirt aus Hannover („Quiz-Ass“) - Eckhard Freise, Historiker aus Münster („Professor Quiz“) | 12:12               | 10:11           | Olymp      |
| 07      | 7. Okt. 2022  | „Mannsbild“  | Heino Ferch und Henning Baum                | - Marie-Louise Finck, Staatsanwältin aus Kiel („Quizkönigin“) - Thomas Kinne, Übersetzer aus Nauheim („Quizdoktor“) - Eckhard Freise, Historiker aus Münster („Professor Quiz“)         | 15:15               | 15:01           | Kandidaten |
| 08      | 14. Okt. 2022 | „Ku’damm“    | Ulrich Noethen und Emilia Schüle            | - Marie-Louise Finck, Staatsanwältin aus Kiel („Quizkönigin“) - Sebastian Klussmann, Autor aus Berlin („Besserwisser“) - Eckhard Freise, Historiker aus Münster („Professor Quiz“)      | 11:14               | 09:10           | Olymp      |
| 09      | 21. Okt. 2022 | „Oranje“     | Harry Wijnvoord und Marijke Amado           | - Marie-Louise Finck, Staatsanwältin aus Kiel („Quizkönigin“) - Sebastian Klussmann, Autor aus Berlin („Besserwisser“) - Eckhard Freise, Historiker aus Münster („Professor Quiz“)      | 13:13               | 14:13           | Kandidaten |
| 10      | 28. Okt. 2022 | „Fußball“    | Thomas Helmer und Markus Babbel             | - Marie-Louise Finck, Staatsanwältin aus Kiel („Quizkönigin“) - Thorsten Zirkel, Bankbetriebswirt aus Hannover („Quiz-Ass“) - Eckhard Freise, Historiker aus Münster („Professor Quiz“) | 12:13               | 10:11           | Olymp      |
| 11      | 4. Nov. 2022  | „Sport“      | Jochen Breyer und Johannes B. Kerner        | - Marie-Louise Finck, Staatsanwältin aus Kiel („Quizkönigin“) - Thorsten Zirkel, Bankbetriebswirt aus Hannover („Quiz-Ass“) - Eckhard Freise, Historiker aus Münster („Professor Quiz“) | 17:18               | 17:16           | Kandidaten |
| 12      | 11. Nov. 2022 | „GZSZ-Stars“ | Wolfgang Bahro und Iris Mareike Steen       | - Marie-Louise Finck, Staatsanwältin aus Kiel („Quizkönigin“) - Thorsten Zirkel, Bankbetriebswirt aus Hannover („Quiz-Ass“) - Eckhard Freise, Historiker aus Münster („Professor Quiz“) | 13:15               | 09:10           | Olymp      |
| 13      | 18. Nov. 2022 | „Tagesschau“ | Jens Riewa und Constantin Schreiber         | - Marie-Louise Finck, Staatsanwältin aus Kiel („Quizkönigin“) - Thorsten Zirkel, Bankbetriebswirt aus Hannover („Quiz-Ass“) - Eckhard Freise, Historiker aus Münster („Professor Quiz“) | 09:13               | 08:09           | Olymp      |
| 14      | 2. Dez. 2022  | „Pocher“     | Oliver Pocher und Amira Pocher              | - Marie-Louise Finck, Staatsanwältin aus Kiel („Quizkönigin“) - Thorsten Zirkel, Bankbetriebswirt aus Hannover („Quiz-Ass“) - Eckhard Freise, Historiker aus Münster („Professor Quiz“) | 13:11               | 08:07           | Kandidaten |
| 15      | 16. Dez. 2022 | „Bergdoktor“ | Hans Sigl und Natalie O’Hara                | - Marie-Louise Finck, Staatsanwältin aus Kiel („Quizkönigin“) - Thorsten Zirkel, Bankbetriebswirt aus Hannover („Quiz-Ass“) - Eckhard Freise, Historiker aus Münster („Professor Quiz“) | 12:13               | 12:13           | Olymp      |
| 16      | 23. Dez. 2022 | „Spaßvögel“  | Guido Cantz und Bernd Stelter               | - Marie-Louise Finck, Staatsanwältin aus Kiel („Quizkönigin“) - Thorsten Zirkel, Bankbetriebswirt aus Hannover („Quiz-Ass“) - Eckhard Freise, Historiker aus Münster („Professor Quiz“) | 13:12               | 12:13           | Olymp      |
| 17      | 30. Dez. 2022 | „News“       | Aline Abboud und Julia-Niharika Sen         | - Marie-Louise Finck, Staatsanwältin aus Kiel („Quizkönigin“) - Thorsten Zirkel, Bankbetriebswirt aus Hannover („Quiz-Ass“) - Eckhard Freise, Historiker aus Münster („Professor Quiz“) | 16:14               | 14:13           | Kandidaten |
| 18      | 6. Jan. 2023  | „Oliver“     | Oliver Kalkofe und Oliver Welke             | - Marie-Louise Finck, Staatsanwältin aus Kiel („Quizkönigin“) - Thorsten Zirkel, Bankbetriebswirt aus Hannover („Quiz-Ass“) - Eckhard Freise, Historiker aus Münster („Professor Quiz“) | 15:15               | 13:14           | Olymp      |
| 19      | 13. Jan. 2023 | „Moderation“ | Melissa Khalaj und Laura Karasek            | - Marie-Louise Finck, Staatsanwältin aus Kiel („Quizkönigin“) - Thorsten Zirkel, Bankbetriebswirt aus Hannover („Quiz-Ass“) - Eckhard Freise, Historiker aus Münster („Professor Quiz“) | 12:15               | 11:12           | Olymp      |
| 20      | 20. Jan. 2023 | „Musik“      | Adel Tawil und AnNa R.                      | - Marie-Louise Finck, Staatsanwältin aus Kiel („Quizkönigin“) - Thorsten Zirkel, Bankbetriebswirt aus Hannover („Quiz-Ass“) - Eckhard Freise, Historiker aus Münster („Professor Quiz“) | 11:15               | 09:10           | Olymp      |
| 21      | 27. Jan. 2023 | „Kosmopolit“ | Sabine Christiansen und Ulrich Wickert      | - Marie-Louise Finck, Staatsanwältin aus Kiel („Quizkönigin“) - Thorsten Zirkel, Bankbetriebswirt aus Hannover („Quiz-Ass“) - Eckhard Freise, Historiker aus Münster („Professor Quiz“) | 12:14               | 09:10           | Olymp      |
| 22      | 3. Feb. 2023  | „Film“       | Cristina do Rego und Nilam Farooq           | - Marie-Louise Finck, Staatsanwältin aus Kiel („Quizkönigin“) - Thorsten Zirkel, Bankbetriebswirt aus Hannover („Quiz-Ass“) - Eckhard Freise, Historiker aus Münster („Professor Quiz“) | 15:16               | 12:06           | Kandidaten |
| 23      | 10. Feb. 2023 | „Kulinarik“  | Christian Rach und Cornelia Poletto         | - Marie-Louise Finck, Staatsanwältin aus Kiel („Quizkönigin“) - Thorsten Zirkel, Bankbetriebswirt aus Hannover („Quiz-Ass“) - Eckhard Freise, Historiker aus Münster („Professor Quiz“) | 12:16               | 11:12           | Olymp      |
| 24      | 17. Feb. 2023 | „Tanzkunst“  | Joachim Llambi und Jorge González           | - Marie-Louise Finck, Staatsanwältin aus Kiel („Quizkönigin“) - Thorsten Zirkel, Bankbetriebswirt aus Hannover („Quiz-Ass“) - Eckhard Freise, Historiker aus Münster („Professor Quiz“) | 12:14               | 11:12           | Olymp      |
| 25      | 24. Feb. 2023 | „Männer“     | Uwe Ochsenknecht und Heiner Lauterbach      | - Marie-Louise Finck, Staatsanwältin aus Kiel („Quizkönigin“) - Thorsten Zirkel, Bankbetriebswirt aus Hannover („Quiz-Ass“) - Eckhard Freise, Historiker aus Münster („Professor Quiz“) | 14:15               | 12:13           | Olymp      |
| 26      | 10. März 2023 | „Schauspiel“ | Tom Wlaschiha und Anna Schudt               | - Marie-Louise Finck, Staatsanwältin aus Kiel („Quizkönigin“) - Thorsten Zirkel, Bankbetriebswirt aus Hannover („Quiz-Ass“) - Eckhard Freise, Historiker aus Münster („Professor Quiz“) | 12:13               | 11:12           | Olymp      |
| 27      | 17. März 2023 | „Party“      | Schürze und DJ Robin                        | - Marie-Louise Finck, Staatsanwältin aus Kiel („Quizkönigin“) - Thorsten Zirkel, Bankbetriebswirt aus Hannover („Quiz-Ass“) - Eckhard Freise, Historiker aus Münster („Professor Quiz“) | 15:16               | 14:08           | Kandidaten |
| 28      | 24. März 2023 | „Stand-Up“   | Hazel Brugger und Till Reiners              | - Marie-Louise Finck, Staatsanwältin aus Kiel („Quizkönigin“) - Thorsten Zirkel, Bankbetriebswirt aus Hannover („Quiz-Ass“) - Eckhard Freise, Historiker aus Münster („Professor Quiz“) | 13:11               | 11:12           | Olymp      |
| 29      | 31. März 2023 | „Schweiger“  | Luna Schweiger und Til Schweiger            | - Marie-Louise Finck, Staatsanwältin aus Kiel („Quizkönigin“) - Thorsten Zirkel, Bankbetriebswirt aus Hannover („Quiz-Ass“) - Eckhard Freise, Historiker aus Münster („Professor Quiz“) | 13:12               | 10:11           | Olymp      |
| 30      | 14. Apr. 2023 | „WWDS“       | Bernhard Hoëcker und Elton                  | - Marie-Louise Finck, Staatsanwältin aus Kiel („Quizkönigin“) - Thorsten Zirkel, Bankbetriebswirt aus Hannover („Quiz-Ass“) - Eckhard Freise, Historiker aus Münster („Professor Quiz“) | 15:12               | 10:12           | Olymp      |
| 31      | 21. Apr. 2023 | „Prochnow“   | Verena Wengler-Prochnow und Jürgen Prochnow | - Marie-Louise Finck, Staatsanwältin aus Kiel („Quizkönigin“) - Thorsten Zirkel, Bankbetriebswirt aus Hannover („Quiz-Ass“) - Eckhard Freise, Historiker aus Münster („Professor Quiz“) | 12:12               | 10:11           | Olymp      |
| 32      | 28. Apr. 2023 | „Bühne“      | Michael Kessler und Torsten Sträter         | - Marie-Louise Finck, Staatsanwältin aus Kiel („Quizkönigin“) - Thorsten Zirkel, Bankbetriebswirt aus Hannover („Quiz-Ass“) - Eckhard Freise, Historiker aus Münster („Professor Quiz“) | 14:15               | 11:12           | Olymp      |
| 33      | 5. Mai 2023   | „Kamera“     | Nina Gummich und Caro Cult                  | - Marie-Louise Finck, Staatsanwältin aus Kiel („Quizkönigin“) - Thorsten Zirkel, Bankbetriebswirt aus Hannover („Quiz-Ass“) - Eckhard Freise, Historiker aus Münster („Professor Quiz“) | 13:12               | 12:11           | Kandidaten |
| 34      | 12. Mai 2023  | „Klamperoni“ | Louis Klamroth und Ingo Zamperoni           | - Marie-Louise Finck, Staatsanwältin aus Kiel („Quizkönigin“) - Thorsten Zirkel, Bankbetriebswirt aus Hannover („Quiz-Ass“) - Eckhard Freise, Historiker aus Münster („Professor Quiz“) | 13:12               | 12:13           | Olymp      |
| 35      | 19. Mai 2023  | „Internet“   | Anna Engelschall und Younes Zarou           | - Marie-Louise Finck, Staatsanwältin aus Kiel („Quizkönigin“) - Thorsten Zirkel, Bankbetriebswirt aus Hannover („Quiz-Ass“) - Eckhard Freise, Historiker aus Münster („Professor Quiz“) | 13:14               | 06:07           | Olymp      |
| 36      | 26. Mai 2023  | „Hauptrolle“ | Simone Thomalla und Sven Martinek           | - Marie-Louise Finck, Staatsanwältin aus Kiel („Quizkönigin“) - Thorsten Zirkel, Bankbetriebswirt aus Hannover („Quiz-Ass“) - Eckhard Freise, Historiker aus Münster („Professor Quiz“) | 15:14               | 06:14           | Olymp      |
| 37      | 2. Juni 2023  | „Jäger“      | Manuel Hobiger und Thomas Kinne             | - Marie-Louise Finck, Staatsanwältin aus Kiel („Quizkönigin“) - Thorsten Zirkel, Bankbetriebswirt aus Hannover („Quiz-Ass“) - Eckhard Freise, Historiker aus Münster („Professor Quiz“) | 17:15               | 14:13           | Kandidaten |
| 38      | 9. Juni 2023  | „Drehbuch“   | Anna Thalbach und Jutta Speidel             | - Marie-Louise Finck, Staatsanwältin aus Kiel („Quizkönigin“) - Thorsten Zirkel, Bankbetriebswirt aus Hannover („Quiz-Ass“) - Eckhard Freise, Historiker aus Münster („Professor Quiz“) | 13:12               | 11:12           | Olymp      |
| 39      | 16. Juni 2023 | „Möhring“    | Sönke Möhring und Wotan Wilke Möhring       | - Marie-Louise Finck, Staatsanwältin aus Kiel („Quizkönigin“) - Thorsten Zirkel, Bankbetriebswirt aus Hannover („Quiz-Ass“) - Eckhard Freise, Historiker aus Münster („Professor Quiz“) | 14:17               | 11:12           | Olymp      |
| 40      | 23. Juni 2023 | „Glasperlen“ | Carolin Niemczyk und Daniel Grunenberg      | - Marie-Louise Finck, Staatsanwältin aus Kiel („Quizkönigin“) - Thorsten Zirkel, Bankbetriebswirt aus Hannover („Quiz-Ass“) - Eckhard Freise, Historiker aus Münster („Professor Quiz“) | 09:12               | 07:08           | Olymp      |
| 41      | 30. Juni 2023 | „Schauspiel“ | Christian Wolff und Hardy Krüger jr.        | - Marie-Louise Finck, Staatsanwältin aus Kiel („Quizkönigin“) - Thorsten Zirkel, Bankbetriebswirt aus Hannover („Quiz-Ass“) - Eckhard Freise, Historiker aus Münster („Professor Quiz“) | 11:13               | 07:08           | Olymp      |
| 42      | 14. Juli 2023 | „Genial“     | Wigald Boning und Hugo Egon Balder          | - Marie-Louise Finck, Staatsanwältin aus Kiel („Quizkönigin“) - Thorsten Zirkel, Bankbetriebswirt aus Hannover („Quiz-Ass“) - Eckhard Freise, Historiker aus Münster („Professor Quiz“) | 13:10               | 08:07           | Kandidaten |

### Staffel 10
| Ausgabe | Datum         | Kandidaten   | Kandidaten                                       | Olymp | Gewinnsumme Kandidaten | Endstand Hauptrunde | Endstand Finale | Gewinner   |
| ------- | ------------- | ------------ | ------------------------------------------------ | --- | ---------------------- | ------------------- | --------------- | ---------- |
| 01      | 21. Juli 2023 | „Schauspiel“ | Klara Deutschmann und Heikko Deutschmann         | - Marie-Louise Finck, Staatsanwältin aus Kiel („Quizkönigin“) - Thorsten Zirkel, Bankbetriebswirt aus Hannover („Quiz-Ass“) - Eckhard Freise, Historiker aus Münster („Professor Quiz“) | 01.000 €               | 14:14               | 11:12           | Olymp      |
| 02      | 28. Juli 2023 | „Liebe“      | Julia Röntgen und Sasha                          | - Marie-Louise Finck, Staatsanwältin aus Kiel („Quizkönigin“) - Thorsten Zirkel, Bankbetriebswirt aus Hannover („Quiz-Ass“) - Eckhard Freise, Historiker aus Münster („Professor Quiz“) | 02.000 €               | 14:10               | 10:11           | Olymp      |
| 03      | 4. Aug. 2023  | „Trödel“     | Horst Lichter und Sven Deutschmanek              | - Marie-Louise Finck, Staatsanwältin aus Kiel („Quizkönigin“) - Thorsten Zirkel, Bankbetriebswirt aus Hannover („Quiz-Ass“) - Eckhard Freise, Historiker aus Münster („Professor Quiz“) | 01.000 €               | 11:12               | 08:09           | Olymp      |
| 04      | 11. Aug. 2023 | „Wussow“     | Alexander Wussow und Barbara Wussow              | - Marie-Louise Finck, Staatsanwältin aus Kiel („Quizkönigin“) - Thorsten Zirkel, Bankbetriebswirt aus Hannover („Quiz-Ass“) - Eckhard Freise, Historiker aus Münster („Professor Quiz“) | 0000 0 €               | 09:11               | 09:10           | Olymp      |
| 05      | 18. Aug. 2023 | „Riverboat“  | Kim Fisher und Matze Knop                        | - Marie-Louise Finck, Staatsanwältin aus Kiel („Quizkönigin“) - Thorsten Zirkel, Bankbetriebswirt aus Hannover („Quiz-Ass“) - Eckhard Freise, Historiker aus Münster („Professor Quiz“) | 01.000 €               | 11:12               | 09:10           | Olymp      |
| 06      | 25. Aug. 2023 | „Familie“    | Johanna Mross und Stefanie Hertel                | - Marie-Louise Finck, Staatsanwältin aus Kiel („Quizkönigin“) - Thorsten Zirkel, Bankbetriebswirt aus Hannover („Quiz-Ass“) - Eckhard Freise, Historiker aus Münster („Professor Quiz“) | 01.000 €               | 15:14               | 14:15           | Olymp      |
| 07      | 1. Sep. 2023  | „Berlin“     | Jürgen Vogel und Mario Barth                     | - Marie-Louise Finck, Staatsanwältin aus Kiel („Quizkönigin“) - Thorsten Zirkel, Bankbetriebswirt aus Hannover („Quiz-Ass“) - Eckhard Freise, Historiker aus Münster („Professor Quiz“) | 0000 0 €               | 10:11               | 08:09           | Olymp      |
| 08      | 8. Sep. 2023  | „Wilsberg“   | Oliver Korittke und Leonard Lansink              | - Marie-Louise Finck, Staatsanwältin aus Kiel („Quizkönigin“) - Thorsten Zirkel, Bankbetriebswirt aus Hannover („Quiz-Ass“) - Eckhard Freise, Historiker aus Münster („Professor Quiz“) | 11.000 €               | 12:13               | 11:03           | Kandidaten |
| 09      | 15. Sep. 2023 | „Jägerinnen“ | Adriane Rickel und Annegret Schenkel             | - Marie-Louise Finck, Staatsanwältin aus Kiel („Quizkönigin“) - Thorsten Zirkel, Bankbetriebswirt aus Hannover („Quiz-Ass“) - Eckhard Freise, Historiker aus Münster („Professor Quiz“) | 11.000 €               | 14:11               | 11:10           | Kandidaten |
| 10      | 29. Sep. 2023 | „Gitarre“    | Max Giesinger und Alexander Eder                 | - Marie-Louise Finck, Staatsanwältin aus Kiel („Quizkönigin“) - Thorsten Zirkel, Bankbetriebswirt aus Hannover („Quiz-Ass“) - Eckhard Freise, Historiker aus Münster („Professor Quiz“) | 01.000 €               | 13:12               | 06:12           | Olymp      |
| 11      | 6. Okt. 2023  | „Zehnkampf“  | Jürgen Hingsen und Frank Busemann                | - Marie-Louise Finck, Staatsanwältin aus Kiel („Quizkönigin“) - Thorsten Zirkel, Bankbetriebswirt aus Hannover („Quiz-Ass“) - Eckhard Freise, Historiker aus Münster („Professor Quiz“) | 01.000 €               | 13:13               | 10:11           | Olymp      |
| 12      | 13. Okt. 2023 | „Family“     | Vanessa Fischer und Cathy Hummels                | - Marie-Louise Finck, Staatsanwältin aus Kiel („Quizkönigin“) - Thorsten Zirkel, Bankbetriebswirt aus Hannover („Quiz-Ass“) - Eckhard Freise, Historiker aus Münster („Professor Quiz“) | 01.000 €               | 12:11               | 01:10           | Olymp      |
| 13      | 20. Okt. 2023 | „Fröhlich“   | Jürgen von der Lippe und Bastian Bielendorfer    | - Marie-Louise Finck, Staatsanwältin aus Kiel („Quizkönigin“) - Thorsten Zirkel, Bankbetriebswirt aus Hannover („Quiz-Ass“) - Eckhard Freise, Historiker aus Münster („Professor Quiz“) | 11.000 €               | 14:13               | 08:07           | Kandidaten |
| 14      | 3. Nov. 2023  | „Tatort“     | Dietmar Bär und Klaus J. Behrendt                | - Marie-Louise Finck, Staatsanwältin aus Kiel („Quizkönigin“) - Thorsten Zirkel, Bankbetriebswirt aus Hannover („Quiz-Ass“) - Eckhard Freise, Historiker aus Münster („Professor Quiz“) | 0000 0 €               | 10:14               | 08:09           | Olymp      |
| 15      | 10. Nov. 2023 | „Süß&Lustig“ | Enie van de Meiklokjes und Bodo Bach             | - Marie-Louise Finck, Staatsanwältin aus Kiel („Quizkönigin“) - Thorsten Zirkel, Bankbetriebswirt aus Hannover („Quiz-Ass“) - Eckhard Freise, Historiker aus Münster („Professor Quiz“) | 02.000 €               | 13:10               | 09:10           | Olymp      |
| 16      | 17. Nov. 2023 | „Kulinarik“  | Alexander Kumptner und Frank Rosin               | - Marie-Louise Finck, Staatsanwältin aus Kiel („Quizkönigin“) - Thorsten Zirkel, Bankbetriebswirt aus Hannover („Quiz-Ass“) - Eckhard Freise, Historiker aus Münster („Professor Quiz“) | 01.000 €               | 13:14               | 10:11           | Olymp      |
| 17      | 24. Nov. 2023 | „Krimi“      | Florian Martens und Stefanie Stappenbeck         | - Marie-Louise Finck, Staatsanwältin aus Kiel („Quizkönigin“) - Thorsten Zirkel, Bankbetriebswirt aus Hannover („Quiz-Ass“) - Eckhard Freise, Historiker aus Münster („Professor Quiz“) | 0000 0 €               | 13:16               | 11:12           | Olymp      |
| 18      | 1. Dez. 2023  | „Sport“      | Jörg Wontorra und Gerhard Delling                | - Marie-Louise Finck, Staatsanwältin aus Kiel („Quizkönigin“) - Thorsten Zirkel, Bankbetriebswirt aus Hannover („Quiz-Ass“) - Eckhard Freise, Historiker aus Münster („Professor Quiz“) | 0000 0 €               | 10:12               | 08:09           | Olymp      |
| 19      | 8. Dez. 2023  | „Traumpaar“  | Ann-Kathrin Kramer und Harald Krassnitzer        | - Marie-Louise Finck, Staatsanwältin aus Kiel („Quizkönigin“) - Thorsten Zirkel, Bankbetriebswirt aus Hannover („Quiz-Ass“) - Eckhard Freise, Historiker aus Münster („Professor Quiz“) | 11.000 €               | 15:13               | 12:11           | Kandidaten |
| 20      | 15. Dez. 2023 | „Laufsteg“   | Franziska Knuppe und Eva Padberg                 | - Marie-Louise Finck, Staatsanwältin aus Kiel („Quizkönigin“) - Thorsten Zirkel, Bankbetriebswirt aus Hannover („Quiz-Ass“) - Eckhard Freise, Historiker aus Münster („Professor Quiz“) | 01.000 €               | 13:12               | 07:11           | Olymp      |
| 21      | 22. Dez. 2023 | „Comedy“     | Michael Mittermeier und Paul Panzer              | - Marie-Louise Finck, Staatsanwältin aus Kiel („Quizkönigin“) - Thorsten Zirkel, Bankbetriebswirt aus Hannover („Quiz-Ass“) - Eckhard Freise, Historiker aus Münster („Professor Quiz“) | 01.000 €               | 11:11               | 07:08           | Olymp      |
| 22      | 5. Jan. 2024  | „Kosmos“     | Heino Falcke und Ulrich Walter                   | - Marie-Louise Finck, Staatsanwältin aus Kiel („Quizkönigin“) - Thorsten Zirkel, Bankbetriebswirt aus Hannover („Quiz-Ass“) - Eckhard Freise, Historiker aus Münster („Professor Quiz“) | 02.000 €               | 13:11               | 08:11           | Olymp      |
| 23      | 12. Jan. 2024 | „Der Alte“   | Thomas Heinze und Stephanie Stumph               | - Marie-Louise Finck, Staatsanwältin aus Kiel („Quizkönigin“) - Thorsten Zirkel, Bankbetriebswirt aus Hannover („Quiz-Ass“) - Eckhard Freise, Historiker aus Münster („Professor Quiz“) | 01.000 €               | 14:14               | 11:12           | Olymp      |
| 24      | 19. Jan. 2024 | „Maus“       | Ralph Caspers und Armin Maiwald                  | - Marie-Louise Finck, Staatsanwältin aus Kiel („Quizkönigin“) - Thorsten Zirkel, Bankbetriebswirt aus Hannover („Quiz-Ass“) - Eckhard Freise, Historiker aus Münster („Professor Quiz“) | 02.000 €               | 14:12               | 11:12           | Olymp      |
| 25      | 26. Jan. 2024 | „Abenteuer“  | Joey Kelly und Andreas Kieling                   | - Marie-Louise Finck, Staatsanwältin aus Kiel („Quizkönigin“) - Thorsten Zirkel, Bankbetriebswirt aus Hannover („Quiz-Ass“) - Eckhard Freise, Historiker aus Münster („Professor Quiz“) | 01.000 €               | 10:11               | 08:09           | Olymp      |
| 26      | 2. Feb. 2024  | „Comedy“     | Rick Kavanian und Christian Tramitz              | - Marie-Louise Finck, Staatsanwältin aus Kiel („Quizkönigin“) - Thorsten Zirkel, Bankbetriebswirt aus Hannover („Quiz-Ass“) - Eckhard Freise, Historiker aus Münster („Professor Quiz“) | 11.000 €               | 11:13               | 10:07           | Kandidaten |
| 27      | 9. Feb. 2024  | „Neureuther“ | Miriam Neureuther und Felix Neureuther           | - Marie-Louise Finck, Staatsanwältin aus Kiel („Quizkönigin“) - Thorsten Zirkel, Bankbetriebswirt aus Hannover („Quiz-Ass“) - Eckhard Freise, Historiker aus Münster („Professor Quiz“) | 0000 0 €               | 11:15               | 08:09           | Olymp      |
| 28      | 16. Feb. 2024 | „Kamera“     | Jörg Hartmann und Aylin Tezel                    | - Marie-Louise Finck, Staatsanwältin aus Kiel („Quizkönigin“) - Thorsten Zirkel, Bankbetriebswirt aus Hannover („Quiz-Ass“) - Eckhard Freise, Historiker aus Münster („Professor Quiz“) | 0000 0 €               | 13:15               | 09:10           | Olymp      |
| 29      | 23. Feb. 2024 | „Das Boot“   | Clemens Schick und Franz Dinda                   | - Marie-Louise Finck, Staatsanwältin aus Kiel („Quizkönigin“) - Thorsten Zirkel, Bankbetriebswirt aus Hannover („Quiz-Ass“) - Eckhard Freise, Historiker aus Münster („Professor Quiz“) | 02.000 €               | 13:12               | 05:12           | Olymp      |
| 30      | 1. März 2024  | „Moderation“ | Jennifer Sieglar und Tim Schreder                | - Marie-Louise Finck, Staatsanwältin aus Kiel („Quizkönigin“) - Thorsten Zirkel, Bankbetriebswirt aus Hannover („Quiz-Ass“) - Eckhard Freise, Historiker aus Münster („Professor Quiz“) | 12.000 €               | 14:10               | 11:10           | Kandidaten |
| 31      | 8. März 2024  | „Wolter“     | Dennis Wolter und Benni Wolter                   | - Marie-Louise Finck, Staatsanwältin aus Kiel („Quizkönigin“) - Thorsten Zirkel, Bankbetriebswirt aus Hannover („Quiz-Ass“) - Eckhard Freise, Historiker aus Münster („Professor Quiz“) | 0000 0 €               | 10:13               | 06:07           | Olymp      |
| 32      | 15. März 2024 | „Tatort“     | Luise Wolfram und Jasna Fritzi Bauer             | - Marie-Louise Finck, Staatsanwältin aus Kiel („Quizkönigin“) - Thorsten Zirkel, Bankbetriebswirt aus Hannover („Quiz-Ass“) - Eckhard Freise, Historiker aus Münster („Professor Quiz“) | 01.000 €               | 12:12               | 09:10           | Olymp      |
| 33      | 22. März 2024 | „Börse“      | Anja Kohl und Markus Gürne                       | - Marie-Louise Finck, Staatsanwältin aus Kiel („Quizkönigin“) - Thorsten Zirkel, Bankbetriebswirt aus Hannover („Quiz-Ass“) - Eckhard Freise, Historiker aus Münster („Professor Quiz“) | 0000 0 €               | 13:16               | 12:13           | Olymp      |
| 34      | 5. Apr. 2024  | „Witz“       | Olaf Schubert und Markus Krebs                   | - Marie-Louise Finck, Staatsanwältin aus Kiel („Quizkönigin“) - Thorsten Zirkel, Bankbetriebswirt aus Hannover („Quiz-Ass“) - Eckhard Freise, Historiker aus Münster („Professor Quiz“) | 11.000 €               | 14:16               | 11:08           | Kandidaten |
| 35      | 12. Apr. 2024 | „Brisant“    | Kamilla Senjo und Marwa Eldessouky               | - Marie-Louise Finck, Staatsanwältin aus Kiel („Quizkönigin“) - Thorsten Zirkel, Bankbetriebswirt aus Hannover („Quiz-Ass“) - Eckhard Freise, Historiker aus Münster („Professor Quiz“) | 02.000 €               | 13:10               | 06:10           | Olymp      |
| 36      | 19. Apr. 2024 | „Gold“       | Lukas Dauser und Fabian Hambüchen                | - Marie-Louise Finck, Staatsanwältin aus Kiel („Quizkönigin“) - Thorsten Zirkel, Bankbetriebswirt aus Hannover („Quiz-Ass“) - Eckhard Freise, Historiker aus Münster („Professor Quiz“) | 01.000 €               | 13:15               | 10:11           | Olymp      |
| 37      | 26. Apr. 2024 | „Melodie“    | Michael Holm und Katja Ebstein                   | - Marie-Louise Finck, Staatsanwältin aus Kiel („Quizkönigin“) - Thorsten Zirkel, Bankbetriebswirt aus Hannover („Quiz-Ass“) - Eckhard Freise, Historiker aus Münster („Professor Quiz“) | 01.000 €               | 15:13               | 10:12           | Olymp      |
| 38      | 3. Mai 2024   | „Wetter“     | Karsten Schwanke und Sven Plöger                 | - Marie-Louise Finck, Staatsanwältin aus Kiel („Quizkönigin“) - Thorsten Zirkel, Bankbetriebswirt aus Hannover („Quiz-Ass“) - Eckhard Freise, Historiker aus Münster („Professor Quiz“) | 01.000 €               | 10:11               | 08:09           | Olymp      |
| 39      | 10. Mai 2024  | „WWDS“       | Bernhard Hoëcker und Elton                       | - Marie-Louise Finck, Staatsanwältin aus Kiel („Quizkönigin“) - Thorsten Zirkel, Bankbetriebswirt aus Hannover („Quiz-Ass“) - Eckhard Freise, Historiker aus Münster („Professor Quiz“) | 12.000 €               | 14:08               | 06:05           | Kandidaten |
| 40      | 17. Mai 2024  | „Raue“       | Tim Raue und Katharina Raue                      | - Marie-Louise Finck, Staatsanwältin aus Kiel („Quizkönigin“) - Thorsten Zirkel, Bankbetriebswirt aus Hannover („Quiz-Ass“) - Eckhard Freise, Historiker aus Münster („Professor Quiz“) | 11.000 €               | 10:09               | 07:06           | Kandidaten |
| 41      | 24. Mai 2024  | „Kabarett“   | Mathias Richling und Bruno Jonas                 | - Marie-Louise Finck, Staatsanwältin aus Kiel („Quizkönigin“) - Thorsten Zirkel, Bankbetriebswirt aus Hannover („Quiz-Ass“) - Eckhard Freise, Historiker aus Münster („Professor Quiz“) | 01.000 €               | 12:13               | 10:11           | Olymp      |
| 42      | 31. Mai 2024  | „Medizin“    | Yael Adler und Julia Fischer                     | - Marie-Louise Finck, Staatsanwältin aus Kiel („Quizkönigin“) - Thorsten Zirkel, Bankbetriebswirt aus Hannover („Quiz-Ass“) - Eckhard Freise, Historiker aus Münster („Professor Quiz“) | 01.000 €               | 12:14               | 06:07           | Olymp      |
| 43      | 7. Juni 2024  | „Sport“      | Jochen Breyer und Marcel Reif                    | - Marie-Louise Finck, Staatsanwältin aus Kiel („Quizkönigin“) - Thorsten Zirkel, Bankbetriebswirt aus Hannover („Quiz-Ass“) - Eckhard Freise, Historiker aus Münster („Professor Quiz“) | 12.000 €               | 13:11               | 08:07           | Kandidaten |
| 44      | 14. Juni 2024 | „Cobra“      | Erdoğan Atalay und Tom Beck                      | - Marie-Louise Finck, Staatsanwältin aus Kiel („Quizkönigin“) - Thorsten Zirkel, Bankbetriebswirt aus Hannover („Quiz-Ass“) - Eckhard Freise, Historiker aus Münster („Professor Quiz“) | 01.000 €               | 12:14               | 11:12           | Olymp      |
| 45      | 19. Juli 2024 | „Heuteshow“  | Fabian Köster und Lutz van der Horst             | - Marie-Louise Finck, Staatsanwältin aus Kiel („Quizkönigin“) - Thorsten Zirkel, Bankbetriebswirt aus Hannover („Quiz-Ass“) - Eckhard Freise, Historiker aus Münster („Professor Quiz“) | 01.000 €               | 15:14               | 06:12           | Olymp      |
| 46      | 9. Aug. 2024  | „Liebe“      | Julia Schütze und Sky du Mont                    | - Marie-Louise Finck, Staatsanwältin aus Kiel („Quizkönigin“) - Thorsten Zirkel, Bankbetriebswirt aus Hannover („Quiz-Ass“) - Eckhard Freise, Historiker aus Münster („Professor Quiz“) | 01.000 €               | 10:13               | 09:10           | Olymp      |
| 47      | 16. Aug. 2024 | „Comedy“     | Negah Amiri und Maria Clara Groppler             | - Marie-Louise Finck, Staatsanwältin aus Kiel („Quizkönigin“) - Thorsten Zirkel, Bankbetriebswirt aus Hannover („Quiz-Ass“) - Eckhard Freise, Historiker aus Münster („Professor Quiz“) | 01.000 €               | 11:13               | 08:09           | Olymp      |
| 48      | 23. Aug. 2024 | „Schauspiel“ | Hinnerk Schönemann und Claudia Michelsen         | - Marie-Louise Finck, Staatsanwältin aus Kiel („Quizkönigin“) - Thorsten Zirkel, Bankbetriebswirt aus Hannover („Quiz-Ass“) - Eckhard Freise, Historiker aus Münster („Professor Quiz“) | 01.000 €               | 09:10               | 05:06           | Olymp      |
| 49      | 30. Aug. 2024 | „Hauptstadt“ | Matthias Deiß und Shakuntala Banerjee            | - Marie-Louise Finck, Staatsanwältin aus Kiel („Quizkönigin“) - Thorsten Zirkel, Bankbetriebswirt aus Hannover („Quiz-Ass“) - Eckhard Freise, Historiker aus Münster („Professor Quiz“) | 0000 0 €               | 10:14               | 09:10           | Olymp      |
| 50      | 6. Sep. 2024  | „Rap“        | Sabrina Setlur und Smudo                         | - Marie-Louise Finck, Staatsanwältin aus Kiel („Quizkönigin“) - Thorsten Zirkel, Bankbetriebswirt aus Hannover („Quiz-Ass“) - Eckhard Freise, Historiker aus Münster („Professor Quiz“) | 12.000 €               | 15:12               | 11:10           | Kandidaten |
| 51      | 13. Sep. 2024 | „Kulinarik“  | Robin Pietsch und Zora Klipp                     | - Marie-Louise Finck, Staatsanwältin aus Kiel („Quizkönigin“) - Thorsten Zirkel, Bankbetriebswirt aus Hannover („Quiz-Ass“) - Eckhard Freise, Historiker aus Münster („Professor Quiz“) | 0000 0 €               | 12:16               | 08:09           | Olymp      |
| 52      | 20. Sep. 2024 | „Moderation“ | Matze Knop und Carmen Nebel                      | - Marie-Louise Finck, Staatsanwältin aus Kiel („Quizkönigin“) - Thorsten Zirkel, Bankbetriebswirt aus Hannover („Quiz-Ass“) - Eckhard Freise, Historiker aus Münster („Professor Quiz“) | 0000 0 €               | 10:13               | 06:07           | Olymp      |
| 53      | 27. Sep. 2024 | „Filmpaar“   | Trystan Pütter und Heike Makatsch                | - Marie-Louise Finck, Staatsanwältin aus Kiel („Quizkönigin“) - Thorsten Zirkel, Bankbetriebswirt aus Hannover („Quiz-Ass“) - Eckhard Freise, Historiker aus Münster („Professor Quiz“) | 0000 0 €               | 13:16               | 10:11           | Olymp      |
| 54      | 4. Okt. 2024  | „Musik“      | Till Brönner und Olli Dittrich                   | - Marie-Louise Finck, Staatsanwältin aus Kiel („Quizkönigin“) - Thorsten Zirkel, Bankbetriebswirt aus Hannover („Quiz-Ass“) - Eckhard Freise, Historiker aus Münster („Professor Quiz“) | 11.000 €               | 12:14               | 12:11           | Kandidaten |
| 55      | 11. Okt. 2024 | „TV-Paar“    | Jessica Ginkel und Daniel Fehlow                 | - Marie-Louise Finck, Staatsanwältin aus Kiel („Quizkönigin“) - Thorsten Zirkel, Bankbetriebswirt aus Hannover („Quiz-Ass“) - Eckhard Freise, Historiker aus Münster („Professor Quiz“) | 0000 0 €               | 10:15               | 06:07           | Olymp      |
| 56      | 18. Okt. 2024 | „Frech&Froh“ | Jan Köppen und Frank Buschmann                   | - Marie-Louise Finck, Staatsanwältin aus Kiel („Quizkönigin“) - Thorsten Zirkel, Bankbetriebswirt aus Hannover („Quiz-Ass“) - Eckhard Freise, Historiker aus Münster („Professor Quiz“) | 11.000 €               | 10:09               | 08:07           | Kandidaten |
| 57      | 25. Okt. 2024 | „Hauptrolle“ | Kostja Ullmann und Moritz Bleibtreu              | - Marie-Louise Finck, Staatsanwältin aus Kiel („Quizkönigin“) - Thorsten Zirkel, Bankbetriebswirt aus Hannover („Quiz-Ass“) - Eckhard Freise, Historiker aus Münster („Professor Quiz“) | 01.000 €               | 10:12               | 08:09           | Olymp      |
| 58      | 1. Nov. 2024  | „Boxengasse“ | Florian König und Heiko Waßer                    | - Marie-Louise Finck, Staatsanwältin aus Kiel („Quizkönigin“) - Thorsten Zirkel, Bankbetriebswirt aus Hannover („Quiz-Ass“) - Eckhard Freise, Historiker aus Münster („Professor Quiz“) | 01.000 €               | 12:14               | 11:12           | Olymp      |
| 59      | 8. Nov. 2024  | „Klassik“    | Julia Fischer und David Garrett                  | - Marie-Louise Finck, Staatsanwältin aus Kiel („Quizkönigin“) - Thorsten Zirkel, Bankbetriebswirt aus Hannover („Quiz-Ass“) - Eckhard Freise, Historiker aus Münster („Professor Quiz“) | 12.000 €               | 12:10               | 09:08           | Kandidaten |
| 60      | 15. Nov. 2024 | „Moderation“ | Anne Gesthuysen und Frank Plasberg               | - Marie-Louise Finck, Staatsanwältin aus Kiel („Quizkönigin“) - Thorsten Zirkel, Bankbetriebswirt aus Hannover („Quiz-Ass“) - Eckhard Freise, Historiker aus Münster („Professor Quiz“) | 01.000 €               | 13:12               | 06:11           | Olymp      |
| 61      | 22. Nov. 2024 | „Comedy“     | Ingo Appelt und Paul Panzer                      | - Marie-Louise Finck, Staatsanwältin aus Kiel („Quizkönigin“) - Thorsten Zirkel, Bankbetriebswirt aus Hannover („Quiz-Ass“) - Eckhard Freise, Historiker aus Münster („Professor Quiz“) | 01.000 €               | 14:14               | 12:13           | Olymp      |
| 62      | 29. Nov. 2024 | „Torjäger“   | Patrick Helmes und Nils Petersen                 | - Marie-Louise Finck, Staatsanwältin aus Kiel („Quizkönigin“) - Thorsten Zirkel, Bankbetriebswirt aus Hannover („Quiz-Ass“) - Eckhard Freise, Historiker aus Münster („Professor Quiz“) | 01.000 €               | 12:12               | 09:10           | Olymp      |
| 63      | 6. Dez. 2024  | „Messner“    | Diane Messner und Reinhold Messner               | - Marie-Louise Finck, Staatsanwältin aus Kiel („Quizkönigin“) - Thorsten Zirkel, Bankbetriebswirt aus Hannover („Quiz-Ass“) - Eckhard Freise, Historiker aus Münster („Professor Quiz“) | 01.000 €               | 12:14               | 04:05           | Olymp      |
| 64      | 13. Dez. 2024 | „Karneval“   | Henning Krautmacher und Guido Cantz              | - Marie-Louise Finck, Staatsanwältin aus Kiel („Quizkönigin“) - Thorsten Zirkel, Bankbetriebswirt aus Hannover („Quiz-Ass“) - Eckhard Freise, Historiker aus Münster („Professor Quiz“) | 11.000 €               | 11:09               | 10:09           | Kandidaten |
| 65      | 20. Dez. 2024 | „Kino“       | Katja Riemann und Franka Potente                 | - Marie-Louise Finck, Staatsanwältin aus Kiel („Quizkönigin“) - Thorsten Zirkel, Bankbetriebswirt aus Hannover („Quiz-Ass“) - Eckhard Freise, Historiker aus Münster („Professor Quiz“) | 0000 0 €               | 13:15               | 09:10           | Olymp      |
| 66      | 27. Dez. 2024 | „Herz&Seele“ | Heinz Rudolf Kunze und Thomas Anders             | - Marie-Louise Finck, Staatsanwältin aus Kiel („Quizkönigin“) - Thorsten Zirkel, Bankbetriebswirt aus Hannover („Quiz-Ass“) - Eckhard Freise, Historiker aus Münster („Professor Quiz“) | 01.000 €               | 12:11               | 10:11           | Olymp      |
| 67      | 3. Jan. 2025  | „MoMa“       | Anna Planken und Sven Lorig                      | - Marie-Louise Finck, Staatsanwältin aus Kiel („Quizkönigin“) - Thorsten Zirkel, Bankbetriebswirt aus Hannover („Quiz-Ass“) - Eckhard Freise, Historiker aus Münster („Professor Quiz“) | 12.000 €               | 15:11               | 07:06           | Kandidaten |
| 68      | 10. Jan. 2025 | „Bratklava“  | Özcan Coşar und Bastian Bielendorfer             | - Marie-Louise Finck, Staatsanwältin aus Kiel („Quizkönigin“) - Thorsten Zirkel, Bankbetriebswirt aus Hannover („Quiz-Ass“) - Eckhard Freise, Historiker aus Münster („Professor Quiz“) | 0000 0 €               | 15:16               | 13:14           | Olymp      |
| 69      | 17. Jan. 2025 | „Moderation“ | Johannes B. Kerner und Tommi Schmitt             | - Marie-Louise Finck, Staatsanwältin aus Kiel („Quizkönigin“) - Thorsten Zirkel, Bankbetriebswirt aus Hannover („Quiz-Ass“) - Eckhard Freise, Historiker aus Münster („Professor Quiz“) | 02.000 €               | 11:10               | 03:10           | Olymp      |
| 70      | 24. Jan. 2025 | „Sportschau“ | Lea Wagner und Tom Bartels                       | - Marie-Louise Finck, Staatsanwältin aus Kiel („Quizkönigin“) - Thorsten Zirkel, Bankbetriebswirt aus Hannover („Quiz-Ass“) - Eckhard Freise, Historiker aus Münster („Professor Quiz“) | 12.000 €               | 13:12               | 08:07           | Kandidaten |
| 71      | 31. Jan. 2025 | „Tatort“     | Cornelia Gröschel und Martin Brambach            | - Marie-Louise Finck, Staatsanwältin aus Kiel („Quizkönigin“) - Thorsten Zirkel, Bankbetriebswirt aus Hannover („Quiz-Ass“) - Eckhard Freise, Historiker aus Münster („Professor Quiz“) | 01.000 €               | 12:12               | 08:09           | Olymp      |
| 72      | 7. Feb. 2025  | „Tagesschau“ | Constantin Schreiber und Thorsten Schröder       | - Marie-Louise Finck, Staatsanwältin aus Kiel („Quizkönigin“) - Thorsten Zirkel, Bankbetriebswirt aus Hannover („Quiz-Ass“) - Eckhard Freise, Historiker aus Münster („Professor Quiz“) | 01.000 €               | 12:13               | 06:07           | Olymp      |
| 73      | 14. Feb. 2025 | „WWDS“       | Bernhard Hoëcker und Elton                       | - Marie-Louise Finck, Staatsanwältin aus Kiel („Quizkönigin“) - Thorsten Zirkel, Bankbetriebswirt aus Hannover („Quiz-Ass“) - Eckhard Freise, Historiker aus Münster („Professor Quiz“) | 12.000 €               | 11:07               | 08:07           | Kandidaten |
| 74      | 21. Feb. 2025 | „Komik“      | Ingolf Lück und Michael Kessler                  | - Marie-Louise Finck, Staatsanwältin aus Kiel („Quizkönigin“) - Thorsten Zirkel, Bankbetriebswirt aus Hannover („Quiz-Ass“) - Eckhard Freise, Historiker aus Münster („Professor Quiz“) | 01.000 €               | 13:15               | 06:07           | Olymp      |
| 75      | 28. Feb. 2025 | „Comedy“     | Meltem Kaptan und Mike Krüger                    | - Marie-Louise Finck, Staatsanwältin aus Kiel („Quizkönigin“) - Thorsten Zirkel, Bankbetriebswirt aus Hannover („Quiz-Ass“) - Eckhard Freise, Historiker aus Münster („Professor Quiz“) | 0000 0 €               | 10:12               | 08:09           | Olymp      |
| 76      | 14. März 2025 | „Goldjungs“  | Mathias Mester und Lars Riedel                   | - Marie-Louise Finck, Staatsanwältin aus Kiel („Quizkönigin“) - Thorsten Zirkel, Bankbetriebswirt aus Hannover („Quiz-Ass“) - Eckhard Freise, Historiker aus Münster („Professor Quiz“) | 0000 0 €               | 11:13               | 08:09           | Olymp      |
| 77      | 21. März 2025 | „Tatort“     | Miroslav Nemec und Fabian Hinrichs               | - Marie-Louise Finck, Staatsanwältin aus Kiel („Quizkönigin“) - Thorsten Zirkel, Bankbetriebswirt aus Hannover („Quiz-Ass“) - Eckhard Freise, Historiker aus Münster („Professor Quiz“) | 12.000 €               | 13:11               | 10:09           | Kandidaten |
| 78      | 28. März 2025 | „Spürsinn“   | Florian Martens und Stefanie Stappenbeck         | - Marie-Louise Finck, Staatsanwältin aus Kiel („Quizkönigin“) - Thorsten Zirkel, Bankbetriebswirt aus Hannover („Quiz-Ass“) - Eckhard Freise, Historiker aus Münster („Professor Quiz“) | 0000 0 €               | 13:17               | 10:11           | Olymp      |
| 79      | 4. Apr. 2025  | „Traumpaar“  | Christian Berkel und Andrea Sawatzki             | - Marie-Louise Finck, Staatsanwältin aus Kiel („Quizkönigin“) - Thorsten Zirkel, Bankbetriebswirt aus Hannover („Quiz-Ass“) - Eckhard Freise, Historiker aus Münster („Professor Quiz“) | 02.000 €               | 14:11               | 09:10           | Olymp      |
| 80      | 11. Apr. 2025 | „Nachricht“  | Jens Riewa und Ulrich Wickert                    | - Marie-Louise Finck, Staatsanwältin aus Kiel („Quizkönigin“) - Thorsten Zirkel, Bankbetriebswirt aus Hannover („Quiz-Ass“) - Eckhard Freise, Historiker aus Münster („Professor Quiz“) | 01.000 €               | 12:14               | 08:09           | Olymp      |
| 81      | 25. Apr. 2025 | „Schauspiel“ | Moritz Führmann und Anna Schudt                  | - Marie-Louise Finck, Staatsanwältin aus Kiel („Quizkönigin“) - Thorsten Zirkel, Bankbetriebswirt aus Hannover („Quiz-Ass“) - Eckhard Freise, Historiker aus Münster („Professor Quiz“) | 11.000 €               | 12:12               | 10:08           | Kandidaten |
| 82      | 9. Mai 2025   | „Humor“      | Jürgen von der Lippe und Markus Maria Profitlich | - Marie-Louise Finck, Staatsanwältin aus Kiel („Quizkönigin“) - Thorsten Zirkel, Bankbetriebswirt aus Hannover („Quiz-Ass“) - Eckhard Freise, Historiker aus Münster („Professor Quiz“) | 01.000 €               | 09:08               | 01:08           | Olymp      |
| 83      | 16. Mai 2025  | „Eurovision“ | Thorsten Schorn und Peter Urban                  | - Marie-Louise Finck, Staatsanwältin aus Kiel („Quizkönigin“) - Thorsten Zirkel, Bankbetriebswirt aus Hannover („Quiz-Ass“) - Eckhard Freise, Historiker aus Münster („Professor Quiz“) | 11.000 €               | 12:14               | 13:12           | Kandidaten |
| 84      | 23. Mai 2025  | „Liebe“      | René Adler und Lilli Hollunder                   | - Marie-Louise Finck, Staatsanwältin aus Kiel („Quizkönigin“) - Thorsten Zirkel, Bankbetriebswirt aus Hannover („Quiz-Ass“) - Eckhard Freise, Historiker aus Münster („Professor Quiz“) | 02.000 €               | 15:14               | 12:13           | Olymp      |
| 85      | 6. Juni 2025  | „Comedy“     | Kaya Yanar und Paul Panzer                       | - Marie-Louise Finck, Staatsanwältin aus Kiel („Quizkönigin“) - Thorsten Zirkel, Bankbetriebswirt aus Hannover („Quiz-Ass“) - Eckhard Freise, Historiker aus Münster („Professor Quiz“) | 02.000 €               | 12:11               | 07:09           | Olymp      |
| 86      | 13. Juni 2025 | „heute-show“ | Fabian Köster und Lutz van der Horst             | - Marie-Louise Finck, Staatsanwältin aus Kiel („Quizkönigin“) - Thorsten Zirkel, Bankbetriebswirt aus Hannover („Quiz-Ass“) - Eckhard Freise, Historiker aus Münster („Professor Quiz“) | 01.000 €               | 14:12               | 09:10           | Olymp      |
| 87      | 20. Juni 2025 | „Kamera“     | Natalia Wörner und Katja Flint                   | - Marie-Louise Finck, Staatsanwältin aus Kiel („Quizkönigin“) - Thorsten Zirkel, Bankbetriebswirt aus Hannover („Quiz-Ass“) - Eckhard Freise, Historiker aus Münster („Professor Quiz“) | 02.000 €               | 12:10               | 04:10           | Olymp      |
| 88      | 27. Juni 2025 | „Lustig“     | Moritz Neumeier und Oliver Kalkofe               | - Marie-Louise Finck, Staatsanwältin aus Kiel („Quizkönigin“) - Thorsten Zirkel, Bankbetriebswirt aus Hannover („Quiz-Ass“) - Eckhard Freise, Historiker aus Münster („Professor Quiz“) | 0000 0 €               | 11:12               | 05:06           | Olymp      |
| 89      | 11. Juli 2025 | „Hauptrolle“ | Friedrich Mücke und Emilia Schüle                | - Marie-Louise Finck, Staatsanwältin aus Kiel („Quizkönigin“) - Thorsten Zirkel, Bankbetriebswirt aus Hannover („Quiz-Ass“) - Eckhard Freise, Historiker aus Münster („Professor Quiz“) | 11.000 €               | 11:12               | 10:09           | Kandidaten |
| 90      | 18. Juli 2025 | „Heute“      | Jana Pareigis und Mitri Sirin                    | - Marie-Louise Finck, Staatsanwältin aus Kiel („Quizkönigin“) - Thorsten Zirkel, Bankbetriebswirt aus Hannover („Quiz-Ass“) - Eckhard Freise, Historiker aus Münster („Professor Quiz“) | 01.000 €               | 12:13               | 10:11           | Olymp      |
| 91      | 25. Juli 2025 | „Familie“    | Christine Urspruch und Lilo Urspruch             | - Marie-Louise Finck, Staatsanwältin aus Kiel („Quizkönigin“) - Thorsten Zirkel, Bankbetriebswirt aus Hannover („Quiz-Ass“) - Eckhard Freise, Historiker aus Münster („Professor Quiz“) | 01.000 €               | 13:13               | 08:09           | Olymp      |
| 92      | 1. Aug. 2025  | „Spaß“       | Jürgen Vogel und Torsten Sträter                 | - Marie-Louise Finck, Staatsanwältin aus Kiel („Quizkönigin“) - Thorsten Zirkel, Bankbetriebswirt aus Hannover („Quiz-Ass“) - Eckhard Freise, Historiker aus Münster („Professor Quiz“) | 02.000 €               | 14:13               | 12:13           | Olymp      |
| 93      | 8. Aug. 2025  | „Musical“    | Angelika Milster und Alexander Klaws             | - Marie-Louise Finck, Staatsanwältin aus Kiel („Quizkönigin“) - Thorsten Zirkel, Bankbetriebswirt aus Hannover („Quiz-Ass“) - Eckhard Freise, Historiker aus Münster („Professor Quiz“) | 01.000 €               | 13:13               | 08:09           | Olymp      |
| 94      | 22. Aug. 2025 | „Nordwest“   | Jana Klinge und Marleen Lohse                    | - Marie-Louise Finck, Staatsanwältin aus Kiel („Quizkönigin“) - Thorsten Zirkel, Bankbetriebswirt aus Hannover („Quiz-Ass“) - Eckhard Freise, Historiker aus Münster („Professor Quiz“) |                        |                     |                 |            |
| 95      | 29. Aug. 2025 | „EM-Gold“    | Andreas Möller und Fredi Bobic                   | - Marie-Louise Finck, Staatsanwältin aus Kiel („Quizkönigin“) - Thorsten Zirkel, Bankbetriebswirt aus Hannover („Quiz-Ass“) - Eckhard Freise, Historiker aus Münster („Professor Quiz“) |                        |                     |                 |            |
| 96      | 5. Sep. 2025  | „Schauspiel“ | Esther Schweins und Stefan Jürgens               | - Marie-Louise Finck, Staatsanwältin aus Kiel („Quizkönigin“) - Thorsten Zirkel, Bankbetriebswirt aus Hannover („Quiz-Ass“) - Eckhard Freise, Historiker aus Münster („Professor Quiz“) |                        |                     |                 |            |
| 97      | 12. Sep. 2025 | „Tanz“       | Kathrin Menzinger und Jorge González             | - Marie-Louise Finck, Staatsanwältin aus Kiel („Quizkönigin“) - Thorsten Zirkel, Bankbetriebswirt aus Hannover („Quiz-Ass“) - Eckhard Freise, Historiker aus Münster („Professor Quiz“) |                        |                     |                 |            |
| 98      | 19. Sep. 2025 |              | Christoph Maria Herbst und Janina Uhse           | - Marie-Louise Finck, Staatsanwältin aus Kiel („Quizkönigin“) - Thorsten Zirkel, Bankbetriebswirt aus Hannover („Quiz-Ass“) - Eckhard Freise, Historiker aus Münster („Professor Quiz“) |                        |                     |                 |            |
| 99      | 26. Sep. 2025 |              | Barbara Meier und Nadja Auermann                 | - Marie-Louise Finck, Staatsanwältin aus Kiel („Quizkönigin“) - Thorsten Zirkel, Bankbetriebswirt aus Hannover („Quiz-Ass“) - Eckhard Freise, Historiker aus Münster („Professor Quiz“) |                        |                     |                 |            |